# Histoire du capitalisme
Pour un article plus général, voir Capitalisme.
Depuis le XIXe siècle, la question du commencement de l'histoire du capitalisme, de ses origines, de sa consistance et surtout de son évolution est la source de débats sociologiques, économiques et historiques majeurs.
- Les tenants du matérialisme historique[1],[2] y voient le système de production, symbole du triomphe de la bourgeoisie sur la noblesse. Système qui est à la fois une étape et un âge dans l'histoire de l'humanité, caractérisé par la lutte des classes, et la perspective à terme de son renversement inéluctable sous l'action du prolétariat.
- Des sociologues allemands du début du XXe siècle, tels Werner Sombart[3] ou Max Weber, y voient la caractérisation d'un état institutionnel de la société globale et expliquent son émergence par des données culturelles et religieuses.
- Des historiens, tels Fernand Braudel, font remonter les racines du capitalisme au Moyen Âge et illustrent l'évolution de cette « civilisation » dans le temps long de l'histoire. Le capitalisme dériverait de la pratique du « commerce au long cours » où des négociants financiers inventent l'association financière pour monter des expéditions lointaines susceptibles de ramener des marchandises très recherchées[4].
- Des économistes, tels Joseph Schumpeter[5], soutiennent que les caractéristiques essentielles du capitalisme existent déjà dans le monde gréco-romain.

L'histoire et la représentation du capitalisme soulèvent de nombreuses discussions, sujets de confrontation entre les grands courants politiques, économiques et historiographiques : impérialisme, colonialisme, inégalités, crises économiques mais aussi démocratie, liberté, développement, richesse et abondance sont autant de termes et concepts maniés par les auteurs.
À la fin du XXe siècle, l'effondrement du bloc soviétique et de son système économique qui, depuis la Révolution russe de 1917, avait concerné une part importante de la population humaine, marque un nouvel âge du capitalisme ainsi qu'une réorientation de sa critique, en l'absence d'existence d'un système alternatif le menaçant. Des économistes comme Thomas Piketty soutiennent cette théorie. Selon ce dernier : « La croissance moderne et la diffusion des connaissances ont permis d’éviter l’apocalypse marxiste, mais n’ont pas modifié les structures profondes du capital et des inégalités – ou tout du moins pas autant qu’on a pu l’imaginer dans les décennies optimistes de l’après-Seconde Guerre mondiale ».

## Les origines du capitalisme

### Théories d'un capitalisme médiéval

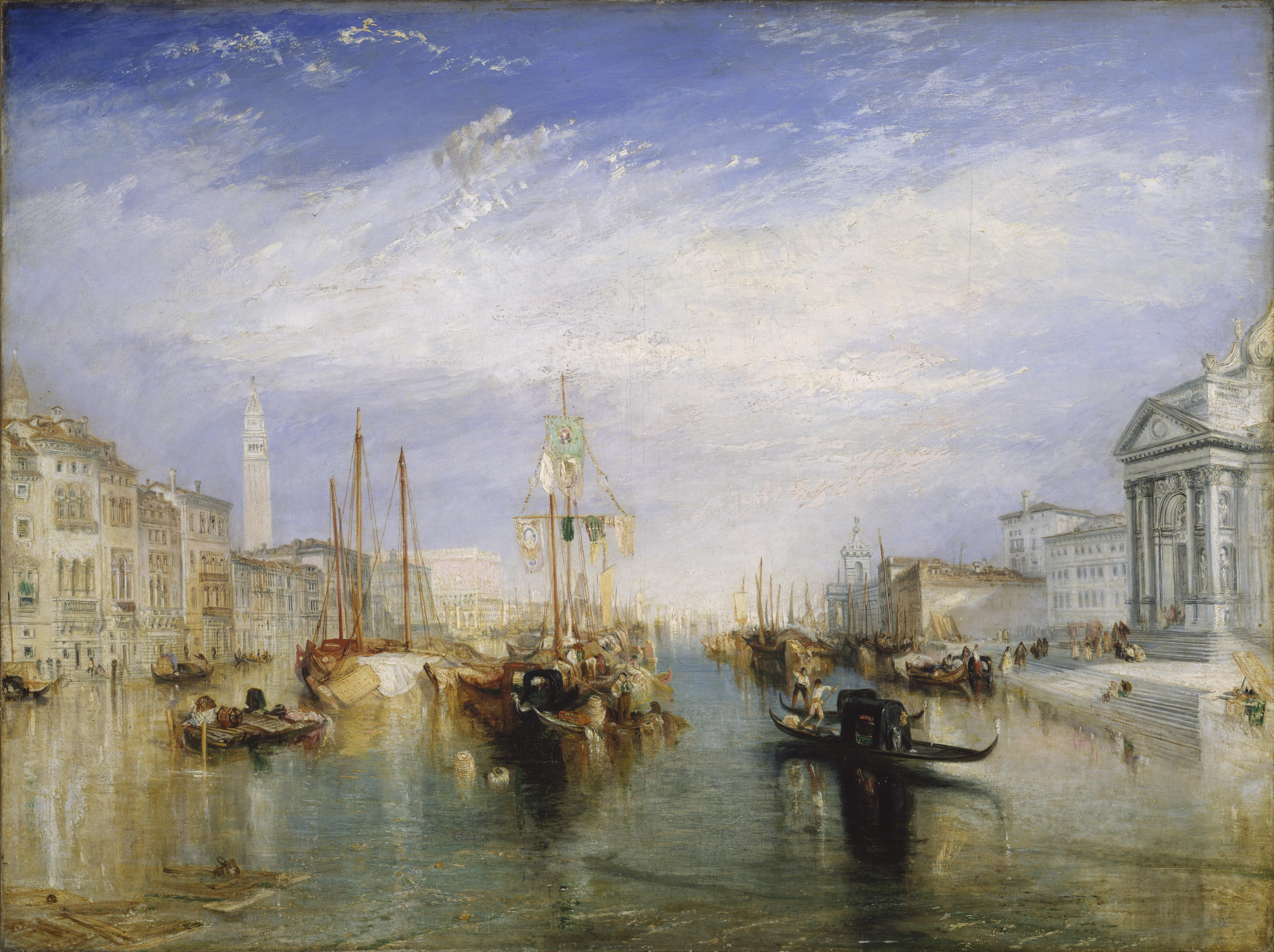
Le Grand Canal à Venise, par Turner (v. 1835)

Pour Werner Sombart, la révolution industrielle commencerait au XIVe siècle avec l'émergence de la « civilisation bourgeoise » et de « l'esprit d'entreprise » à Florence.
Pour Fernand Braudel, le capitalisme serait une « civilisation » aux racines anciennes, qui a déjà connu des heures prestigieuses attestées par le rayonnement des grandes cités-États marchandes : Venise, Anvers, Gênes, Amsterdam, etc. mais dont les activités restent minoritaires jusqu'au XVIIIe siècle.

#### Le commerce médiéval
Selon Braudel, on trouve dès le Moyen Âge des premières manifestations du capitalisme « commercial » en Italie et aux Pays-Bas. Au moment où Venise établit sur l’Europe sa suprématie matérielle à la fin du XIVe siècle, Florence en devient le centre intellectuel : le commerce maritime, notamment avec l'Orient a enrichi les cités italiennes un siècle après les croisades, tandis que les Pays-Bas, à l'embouchure du Rhin, font le lien entre l'Italie et l'Europe du Nord dominée par la ligue hanséatique. La naissance supposée médiévale du capitalisme s'inscrit ainsi dans le commerce de la laine, achetée en Angleterre par des marchands flamands ou italiens, qui la revendent ensuite dans des ateliers des Pays-Bas, de Florence ou de Venise. Dans les grandes cités, les marchands de draps et de soieries développent ainsi des méthodes de gestion capitalistes. Ils effectuent des ventes en gros, établissent des comptoirs et vendent leurs produits dans l'ensemble des grandes foires européennes. Ils se fournissent en matières premières aussi bien en Europe qu'au Levant. Dans cette époque troublée du Moyen Âge, ils règlent leurs paiements par lettres de change, moins dangereuses que le transport de métaux précieux. Se développent, en parallèle du capitalisme « commercial », les premières activités bancaires du capitalisme « financier » : dépôts, prêts sur gage, lettre de change, assurance pour les navires.

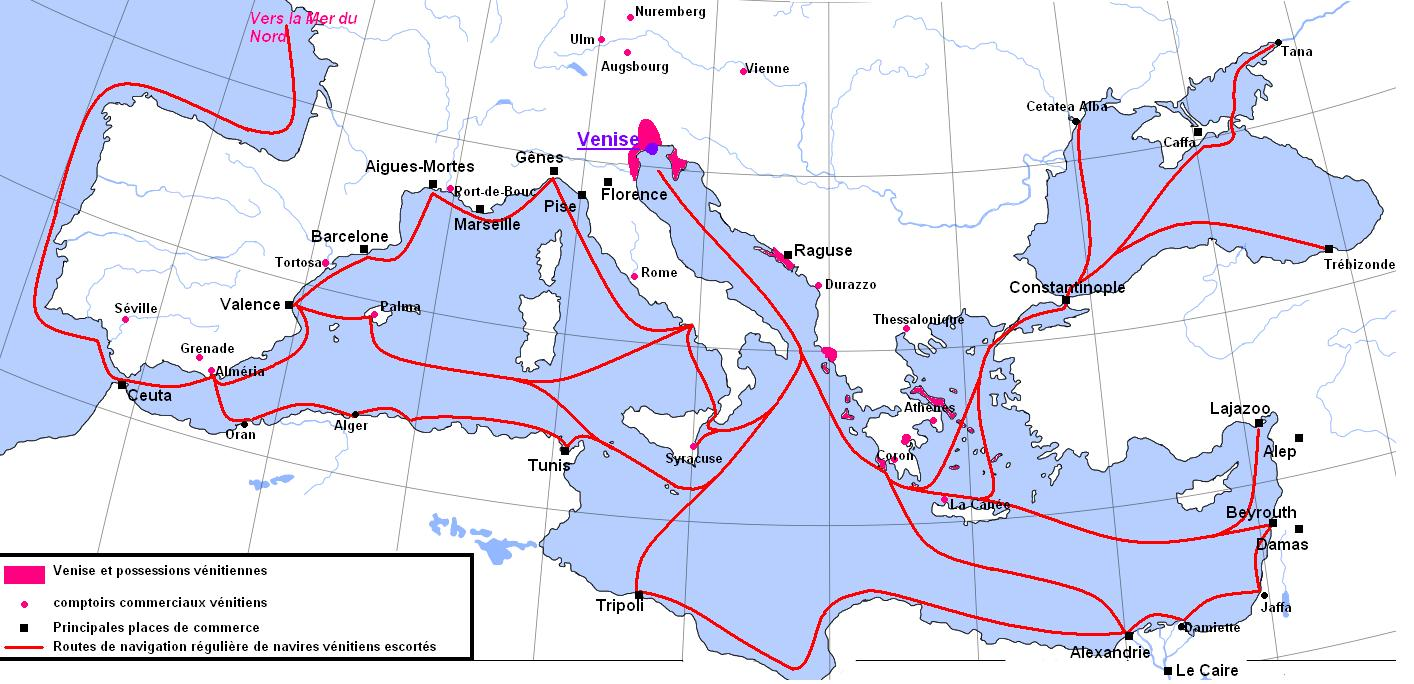
Venise, centre d'une « économie-monde » à la fin du Moyen Âge

Ces capitalistes s'enrichissent si bien qu'ils étendent leur « emprise économique » sur l'ensemble de l'Occident chrétien, créant ainsi ce que Braudel appelle une « économie-monde ». Dans son analyse, Braudel insiste sur la distinction existant entre l'« économie de marché » (qui désigne pour lui, l'économie locale) et le « capitalisme » en lequel il voit une sorte de « contre-marché ». Selon lui, l'« économie de marché » est dominée par les règles et les échanges loyaux, parce que soumise à la concurrence et à une relative transparence. Tandis que le « capitalisme » tente d'échapper à l'économie de marché locale pour fuir dans le commerce lointain et ainsi s'affranchir des règles en vigueur, élargir son périmètre d'action pour profiter d'écarts plus profitables (échanges inégaux, meilleures marges), et bénéficier de nouvelles potentialités d'enrichissement.
Dès l'Antiquité, des systèmes identiques avaient été mis en place par les Phéniciens, les Grecs, les Carthaginois, les Romains. Ces systèmes étaient toutefois davantage marqués par l'impérialisme et l'esclavagisme que par le capitalisme. À travers le monde, d'autres formes de capitalisme commercial se développent de manière précoce à l'époque féodale (sous la dynastie Ming en Chine par exemple).

#### L'artisanat urbain
Dans les grandes villes spécialisées d'Europe, l'artisanat, tourné essentiellement vers le luxe nobiliaire ou l'exportation, est dominé par les négociants et les drapiers, si bien que les rapports économiques entre artisans et marchands s'apparentent à du salariat. Les négociants contrôlent à la fois l'apport de matières premières en amont et la vente des produits finis en aval.

#### La banque
La ville de Florence, en Italie, est un exemple du développement d'un système bancaire : on y trouve très tôt des banquiers qui développent des succursales à travers l'Europe. Parmi eux de grandes familles, telle celle des Médicis, renouvellent les rapports « privilégiés » entre le monde des affaires et le monde politique, nécessairement très liés à l'échelle d'une ville.

#### L'apparition des bourses
Selon Fernand Braudel, l'apparition des premières bourses remonte au XIVe siècle dans ces cités italiennes où le commerce est permanent (contrairement aux foires médiévales se déroulant sur des périodes restreintes) et où se concentre l'essentiel des activités financières.
C'est toutefois la création en 1409 de la bourse de Bruges, un hôtel consacré à l'échange de marchandises, lettres de change et effets de commerce, qui marque un tournant dans le développement des activités financières. La place s'impose rapidement grâce à l'ouverture de son port, à la renommée de ses foires commerciales et au climat de tolérance et de liberté dont profitent marchands et investisseurs de toutes origines. Ce sont ces mêmes atouts qui permettront ensuite à la place d'Anvers (créée en 1460) de se développer au début de la Renaissance. On pouvait lire à son fronton : Ad usum mercatorum cujusque gentis ac linguae (« À l'usage des marchands de tous les pays et de toutes les langues »).

### La Renaissance et la Réforme

#### L'évolution de la pensée

##### La pensée économique
À partir du XVIe siècle, la pensée économique n'est plus dominée par les théologiens (les hommes de la religion), mais par des penseurs laïcs (sans aucun rapport avec la religion) qui se soucient en premier lieu de la puissance de l'État (les mercantilistes) et développent de façon pragmatique un nouveau courant de pensée (le mercantilisme). Afin d'assurer l'expansion de la richesse du Prince, et au nom de la raison d'État, les réflexions spéculatives et moralisantes de la pensée scolastique sont oubliées. Alors que la théorie économique n'existe pas, à partir du XVIe siècle va émerger un corps de doctrine qui va se formaliser progressivement dans les différents pays où le mouvement émerge : Espagne et Portugal (avec le bullionisme), France (avec le colbertisme), Hollande et Angleterre (avec le commercialisme).
 Cette pensée est précapitaliste : elle se soucie davantage de la puissance de l'État que du développement de la richesse privée. Toutefois, parce qu'elle contribue à promouvoir l'idée d'un développement volontaire, raisonné et construit de l'activité économique, en privilégiant les activités à rendements croissants, capables de dégager un surplus commercial lucratif, elle prépare les évolutions futures. Souvent la création de monopoles (les concentrations) mis en place par les États ont constitué une plate-forme de compromis entre l'enrichissement des marchands et la mainmise de la puissance publique. Ce fut par exemple le cas des différentes compagnies commerciales telles que la Compagnie des Indes.

##### La thèse de l'éthique protestante
Max Weber, dans l'Éthique protestante et l'esprit du capitalisme en 1905, considère que l'émergence du capitalisme moderne date de la Réforme. Sur la base d'un constat sociologique, il lie l'esprit du capitalisme moderne à la moralité protestante et le voit donc comme le résultat d'une évolution lente issue de la Réforme, et plus généralement de l'évolution religieuse se faisant dans le sens d'un « désenchantement du monde ». On remarque d'ailleurs que des formes sporadiques de capitalisme financier avaient été développées depuis bien longtemps par les Lombards et les juifs, non soumis aux contraintes religieuses du catholicisme. C'est d'ailleurs à ces derniers que Werner Sombart , un temps proche du parti Nazi, attribue la genèse du capitalisme moderne.
Selon Weber, le capitalisme occidental correspond à l'apparition d'un esprit nouveau, d'une révolution culturelle. Weber emploie alors le terme capitalisme moderne « pour caractériser la recherche rationnelle et systématique du profit par l'exercice d'une profession ».
Cette nouvelle éthique se diffuse grâce à l'émergence de nouvelles valeurs : l'épargne, la discipline, la conscience professionnelle. Cette dernière permet par exemple l'apparition d'une élite ouvrière qui, au-delà du salaire, se soucie de la qualité de son œuvre. Le travail serait une fin en soi. En parallèle émerge un personnage emblématique, l'entrepreneur, qui recherche une réussite professionnelle profitable à la société dans son ensemble.
Le contexte favorable à cette évolution des valeurs est celui de la Réforme protestante. Pour Max Weber, l'éthique du métier vient du luthéranisme qui encourage chaque croyant à suivre sa vocation et fait du travail une valeur, et plus encore du calvinisme, qui prône une vie ascétique et non hédoniste, et fait involontairement de la réussite professionnelle un signe d'élection divine. En effet, les croyants ordinaires, sachant qu'ils n'ont pas la maîtrise de leur salut (logique de la prédestination), tentent ardemment de trouver dans leur vie privée des signes de cette prédestination, telle la réussite professionnelle, afin d'atténuer leur angoisse vis-à-vis de la mort et du jugement qui la suit. Par ailleurs le rapport direct à Dieu prôné par la religion protestante accélère le processus de « désenchantement du monde » (en supprimant nombre de pratiques religieuses par exemple), ce qui concourt à l'émergence de la rationalité. Karl Marx revient sur ce processus de démystification en 1848 dans Le Manifeste du Parti Communiste : « La bourgeoisie (...) a noyé les frissons sacrés de l'extase religieuse, de l'enthousiasme chevaleresque, de la sentimentalité à quatre sous dans les eaux glacées du calcul égoïste. »
Cette rationalisation permet l'apparition de nouveaux dogmes qui fonderait selon Weber l'esprit du capitalisme :

« La répugnance au travail est le symptôme de l'absence de grâce. »

« Le temps est précieux, infiniment car chaque heure perdue est soustraite au travail qui concourt à la gloire de Dieu. »

— Max Weber, L'Éthique protestante et l'esprit du capitalisme.
Max Weber illustre ses propos d'un texte de Benjamin Franklin, révélateur selon lui des nouvelles mentalités (en fait, l'exposé du calcul du coût d'opportunité) :

« Celui qui perd cinq shillings perd non seulement cette somme, mais aussi tout ce qu'il aurait pu gagner en l'utilisant dans les affaires, ce qui constituera une somme d'argent considérable, au fur et à mesure que l'homme jeune prendra de l'âge. »

— Advice to a young tradesman, 1748
Les thèses de Weber ont été très critiquées. Le lien entre le dogme de la prédestination et l'esprit du capitalisme est très paradoxal, car il revient pour un fidèle à rechercher des signes d'élection, tandis que le dogme affirme la prédestination de toute manière impénétrable. Des historiens infirment quant à eux la concomitance des deux phénomènes (Braudel par exemple, qui date le capitalisme d'une période antérieure à la Réforme).

#### Les évolutions techniques

##### L'esprit d'innovation

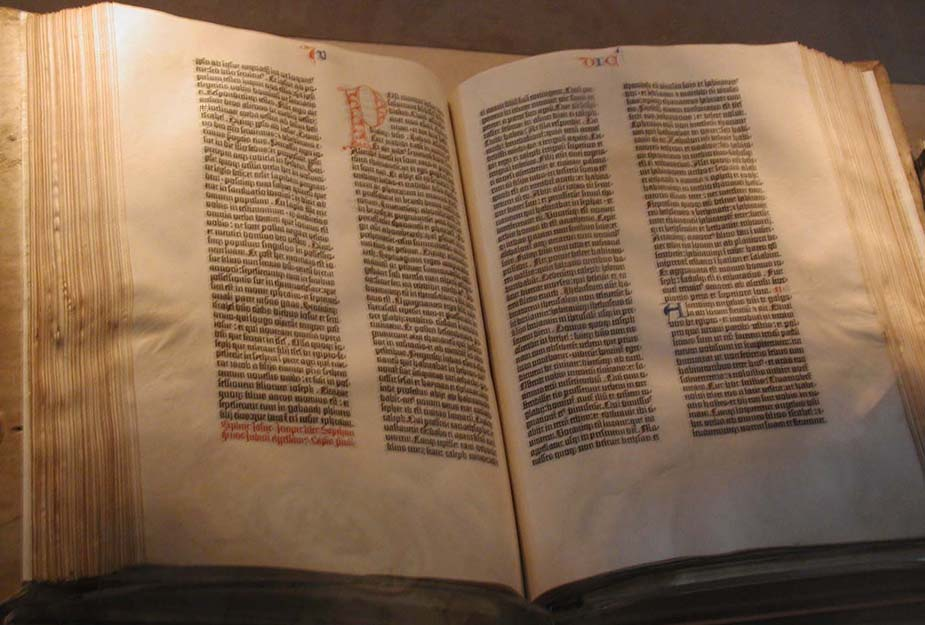
La Bible de Gutenberg (1450–1454), l'une des premières productions standardisées de grande série

D'après Lewis Mumford, le système technique de la Renaissance annonce le futur économique du monde occidental.
Le XVe siècle vit par exemple la mise au point de l'imprimerie à caractères mobiles (la « typographie ») par Gutenberg. Soucieux de préserver autant qu'il se peut les secrets de ses recherches, contraints à des emprunts monétaires importants, il est en quelque sorte l'archétype de l'entrepreneur. Son objectif est de répondre à une demande insatisfaite : la demande de culture des esprits de moins en moins analphabètes de la Renaissance. Au besoin de publications à grande échelle de livres majeurs va rapidement suivre la demande d'une production plus diversifiée. La diffusion de Bibles à usage personnel contribue à l'essor de la Réforme, tandis que celle-ci accroît en retour la demande. En partie permise par les progrès de la métallurgie, la typographie lui fournit en retour des débouchés. Intérêt pour la mécanique, prémices de « standardisation », productions de grandes séries, soucis de la « productivité » et esprit d'innovation. S'il faudra bien attendre des avancées similaires dans l'industrie textile pour connaître le décollage industriel, l'imprimerie montre bien que les mécanismes économiques du capitalisme sont plus anciens. Au sujet de l'imprimerie, Max Weber fait remarquer qu'elle existait depuis bien longtemps en Chine et sûrement en Inde, mais comme de nombreuses techniques, héritées parfois de l'Antiquité (la force de la vapeur était par exemple connue dans l'Égypte antique et le béton était connu des romains), elle a dû attendre de pouvoir s'insérer dans un ensemble de techniques cohérentes et complémentaires pour pouvoir s'imposer. Elle ne le fit d'ailleurs pas sans rencontrer d'opposition, notamment de la part des copistes médiévaux.

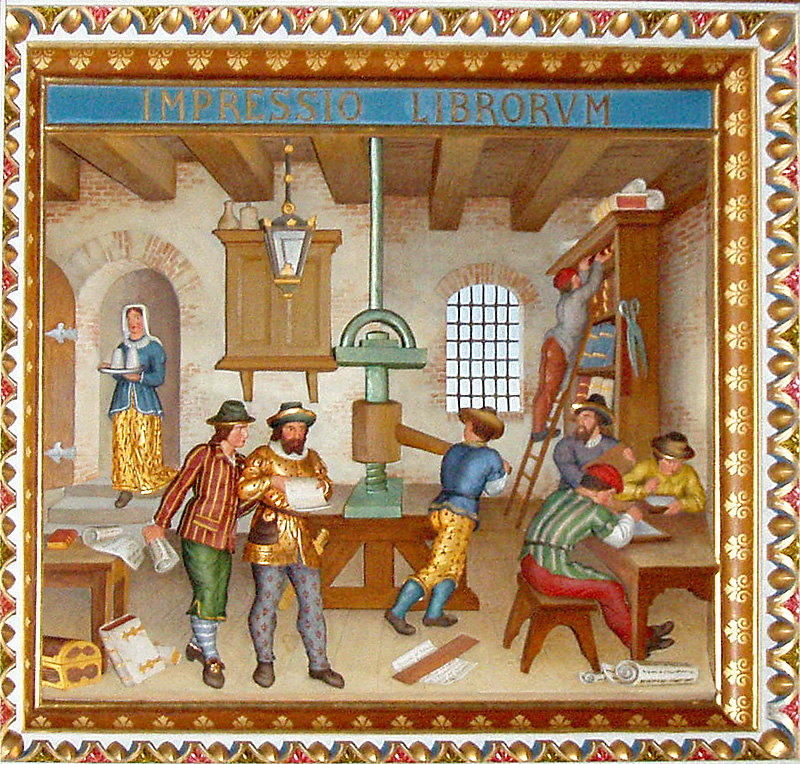
Une presse à imprimer

##### Le nouveau «système technique»
Le nouveau système technique qui se met en place à la Renaissance montre certaines caractéristiques du capitalisme moderne comme l'amélioration de la productivité, l'économie de main d'œuvre, l'augmentation de la production en volume et sa diversification ou encore l'investissement. Il s'appuie sur quelques innovations de rupture comme le haut fourneau, l'imprimerie ou le système bielle-manivelle, la montée en puissance des grands secteurs industriels (métallurgie, exploitation minière) et l'utilisation courante d'une source d'énergie (hydraulique). Ce système, persistera jusqu'au milieu du XVIIIe siècle.

#### Les évolutions juridiques et monétaires

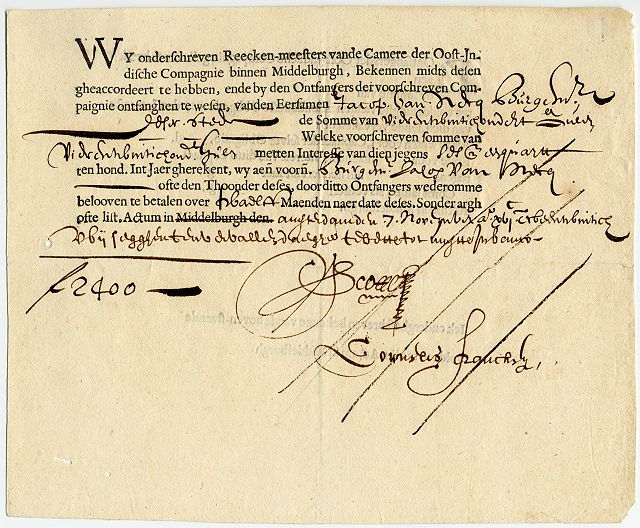
Une « obligation » de la Compagnie hollandaise des Indes orientales, émise en 1623.

Au XVIIe siècle, la Hollande acquiert d'importants comptoirs en Inde et développe le commerce des épices, du poivre en particulier ; elle s'établit au Japon et commerce avec la Chine. Elle devient le nouveau centre de l'« économie-monde » selon Braudel. En 1602, elle fonde la première Compagnie des Indes orientales : c'est la première grande « société par actions ». Sa durée est permanente (alors que les sociétés précédentes ont une durée de vie calée sur une expédition particulière) et la responsabilité des associés est limitée aux apports (alors qu'auparavant le patrimoine des associés peut être mis en cause intégralement). Ses dividendes s'élevaient parfois à 15 %, voire 25 %. De 3 100 florins, les actions montèrent à 17 000 florins à la fin du siècle. Elles étaient soumises à d'incessantes spéculations, alimentées par les rumeurs les plus infondées, voire des campagnes de désinformation organisées. La Compagnie émet aussi des obligations. La Compagnie britannique des Indes orientales prend le relais et le modèle inspire la création de compagnies dans l'industrie métallurgique, textile, papier…

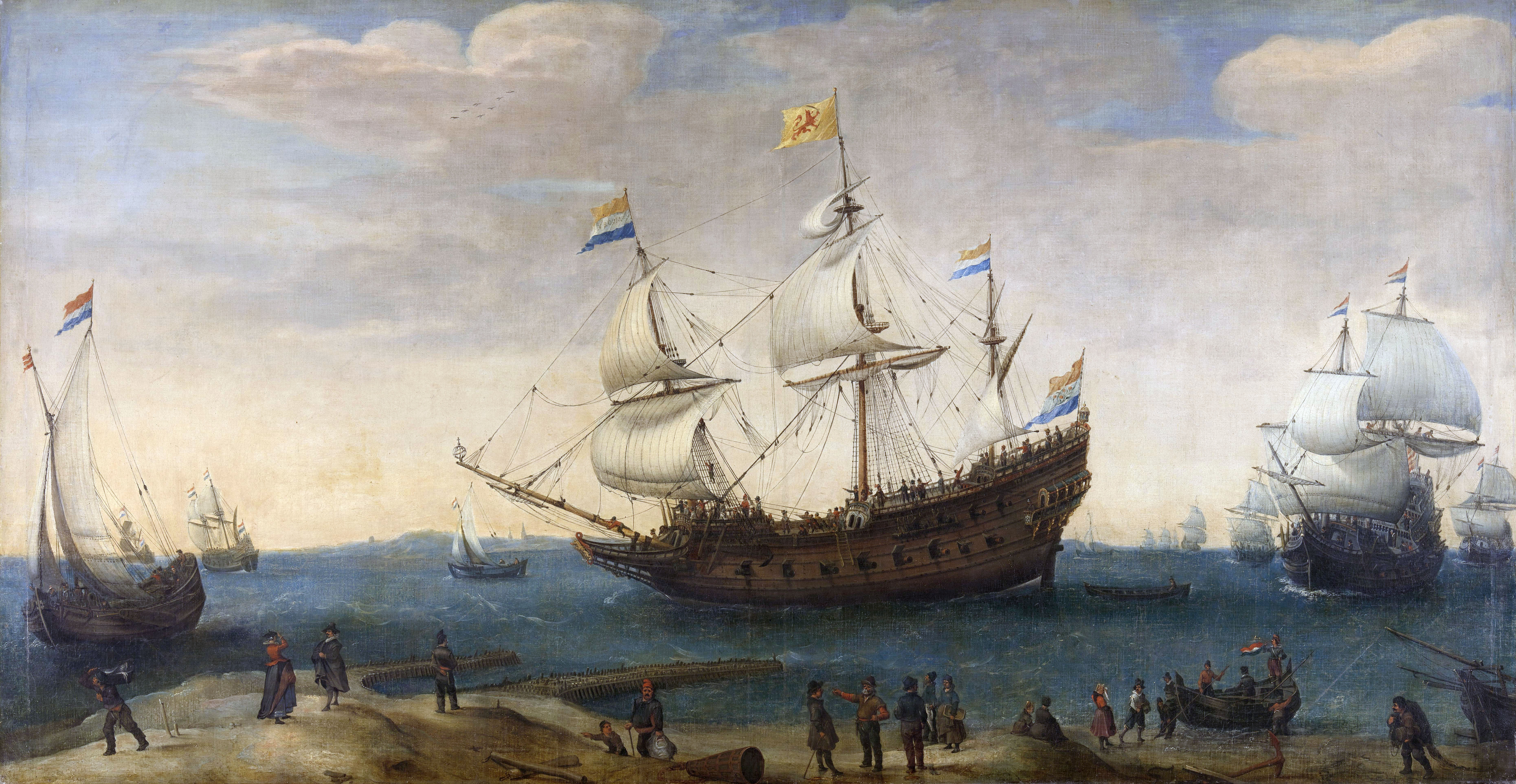
Départ des voiliers de la Compagnie des Indes orientales, par Hendrick Cornelisz (v. 1630–1640)

En parallèle, l'afflux d'or depuis les colonies d'Amérique provoque à partir du XVIe siècle une stimulation des échanges, un perfectionnement des méthodes de paiement et des techniques monétaires. Les monnaies fiduciaires connaissent une importante expansion, les premiers billets apparaissent. Dans le reste du monde, les échanges restent limités par l'usage de « monnaies métalliques dans l'enfance ».
La Hollande connaît aussi la première bulle spéculative de l'Histoire, c'est la tulipomanie. Dans les années 1630, le prix des tulipes connaît une forte envolée, l'oignon atteignant parfois le prix d'une maison bourgeoise. Lorsque celui-ci devint manifestement irrationnel, le premier krach de l'Histoire se produisit.

### L'émergence du capitalisme moderne

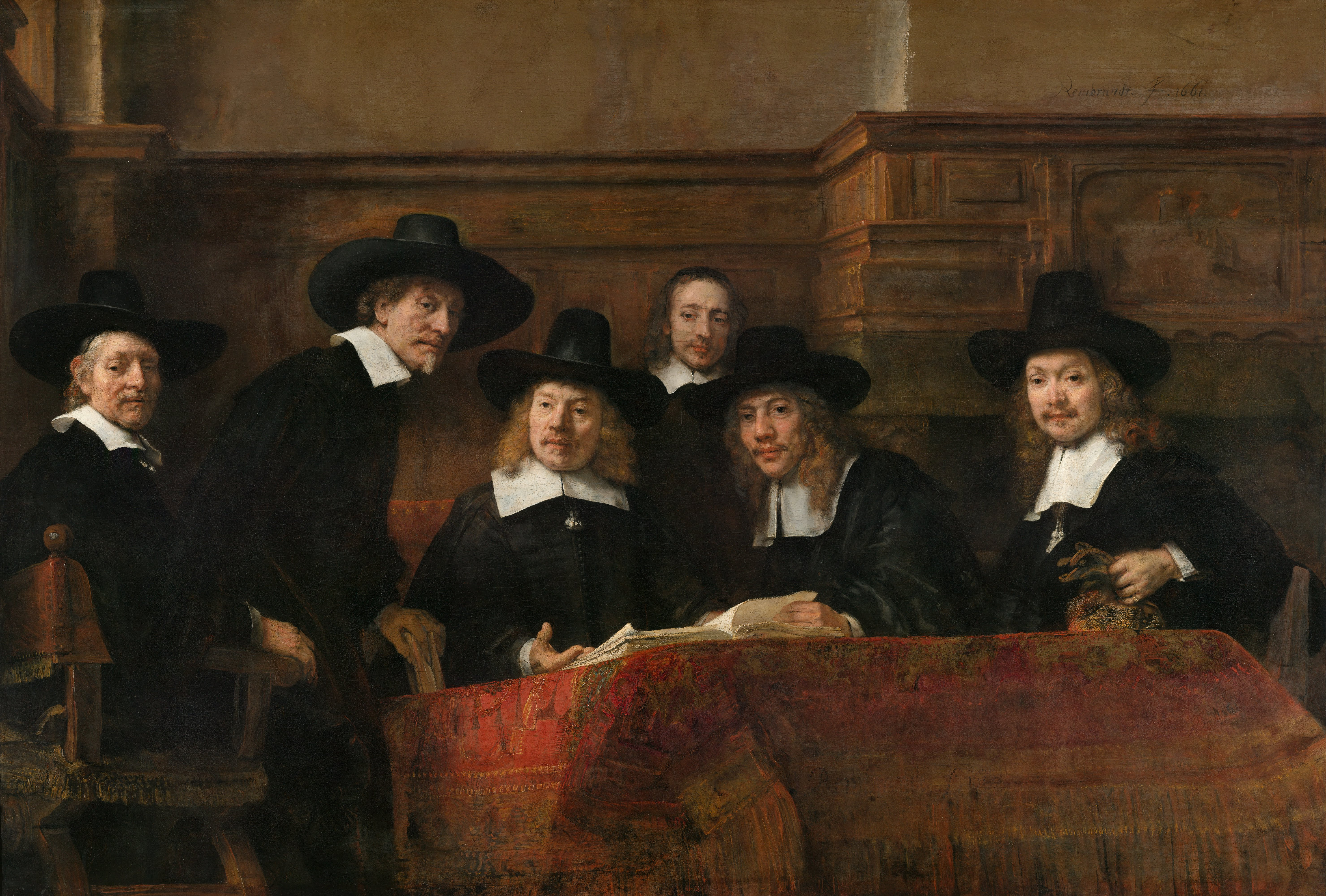
Le Syndic des drapiers, par Rembrandt (1662). Œuvre de commande, elle symbolise la réussite de la bourgeoisie ainsi que la puissance d'Amsterdam

L'émergence du capitalisme est plus souvent associée aux prémices de la révolution industrielle, et en particulier au XVIIIe siècle.

#### Le capitalisme avant l'usine

##### Le travail à domicile en zone rurale
Avant la révolution industrielle, le capitalisme connaît des formes extérieures à l'usine ou à la manufacture. L'agriculture induit des périodes de forte inactivité (la morte saison surtout) et les manufacturiers, notamment du secteur textile en Angleterre, utilisent au XVIIIe siècle cette main d'œuvre. Le travail à domicile, ou « domestic system », va se développer. Il permet aux artisans et manufacturiers de sous-traiter (faire-faire) une partie de leur production aux familles paysannes. Dans le cadre plus spécifique du « putting-out system », les entrepreneurs fournissent aux travailleurs ruraux (et toujours à domicile) des matières premières, voire des outils, puis viennent récupérer en échange d'un salaire le produit transformé, qui sera parfois achevé dans les ateliers urbains. Ce système a, par exemple, un intérêt majeur dans le cadre de la production textile et il est bien annonciateur des futurs rapports sociaux entre employeurs et salariés.

##### Le travail à domicile en ville: l'exemple de la «Fabrique» de la soierie à Lyon
En 1536, Étienne Turquet et Barthélemy Naris, négociants piémontais fixés à Lyon, installent, par lettres patentes de François Ier, la corporation des ouvriers en « draps d'or, d'argent et de soye » et, avec leurs ouvriers, sont déclarés francs de tout impôt et de tout service de garde ou de milice, à la condition qu'ils travaillent dans la ville et non au dehors. Turquet monte la société de la « Fabrique lyonnaise de soierie », avec l'aide de bourgeois lyonnais et de banquiers ; il fait venir des ouvriers d'Avignon ou de Gênes.
Sous Henri IV, l'introduction par Claude Dangon du métier à la grande tire, importé d'Italie, permet de tisser des façonnés. L'arrivée de cette mécanique permet à Lyon de soutenir la comparaison avec Paris et Tours, et de rejoindre le niveau des productions venant des cités italiennes. Jusqu'à cette époque, les maîtres tisseurs étaient libres de s'organiser comme bon leur semblait. En 1596, l'apprentissage est fixé à cinq ans, suivi d'une période de compagnonnage de deux ans. Le maître ne peut avoir que deux apprentis et il lui est interdit de faire travailler des personnes hors de sa famille.
Un rapport remis au parlement de Londres en 1713 constate que les fabricants de soie anglais, pour réussir à vendre chez eux, sont obligés de s'en tenir à la mode arrivée de France. Jusqu'en 1720 et l'arrêt des commandes royales, l'industrie lyonnaise était entièrement consacrée au luxe nobiliaire français. Elle se voit forcée de chercher d'autres débouchés en s'adressant à une clientèle moins fortunée, demandant des tissus plus simples.
Après la crise révolutionnaire, les soyeux lyonnais vont chercher des idées auprès des ingénieurs anglais, dans le secteur de la production de tissu en coton. Cet effort de mécanisation de l'outil de production aboutit en 1801 à la mécanique Jacquard, rapidement perfectionnée. Le nombre de machines passe de 41 en 1811 à 1879 en 1820
En 1831 la première Révolte des Canuts éclate pour la revendication d'un tarif minimum de fabrication car le travail dans le domicile-atelier familial est déjà concurrencé par l'usine : en 1812, une fabrique d’étoffes de soie dans la Drôme compte plus de 80 métiers et occupe environ 50 ouvriers. Autre exemple, en 1817, l’usine de la Sauvagère peut être considéré comme le modèle original des usines-pensionnats avec 250 métiers, employant une jeune main d'œuvre féminine paysanne, logée, éduquée et capitalisant un petit salaire. Le salariat aura ainsi marqué le début de l'indépendance économique et sociale pour un grand nombre de jeunes femmes dont la condition s'est largement améliorée par rapport à la dépendance paternelle, l'absence de lit et d'autres biens personnels et l'attachement au métier à tisser familial sur lequel elles étaient depuis l'enfance, en ville ou en campagne.

##### Le déclin de l'artisanat, l'émergence du machinisme et les premières concentrations ouvrières

La « spinning-jenny ».

Les innovations des débuts de la révolution industrielle restent accessibles aux artisans et ne requièrent pas encore la concentration du capitalisme industriel. Ainsi dans l'activité textile :
- en 1725, Basile Bouchon utilise un ruban perforé pour programmer un métier à tisser ;
- en 1765, James Hargreaves invente la spinning-jenny qui décuple la productivité du fileur ; 20 000 exemplaires sont vendues avant 1790 ;
- en 1801, Joseph-Marie Jacquard met au point à Lyon le métier à tisser qui porte son nom, inspiré des idées de Jacques de Vaucanson et de Basile Bouchon. Le dispositif qu'il améliore comporte une bande perforée qui permet de faire jouer plus facilement les fils de chaîne et par là autorise la conduite du métier par une seule personne.

On assiste pourtant à de premières grandes concentrations sporadiques, sans lien avec le machinisme mais liées à des productions particulières, comme l'impression sur toile. Cette dernière nécessite des terrains étendus afin de blanchir les toiles, des pièces immenses où les sécher. Elle requiert un outillage diversifié et complexe, et entraîne des stocks importants de toiles et de colorants. Enfin, elle nécessite le regroupement d'ouvriers spécialistes dans des tâches distinctes. Finalement, de nombreuses formes de productions, pas encore mécanisées, entraînent les premières concentrations de capitaux et de main-d'œuvre.

#### La concentration des terres
La concentration des terres agricoles a connu des mouvements sensiblement différents selon les pays et les époques, précocement en Angleterre et au Pays de Galles, plus tardivement dans de nombreux pays comme la France.

##### Le mouvement des «enclosures» en Angleterre et au Pays de Galles

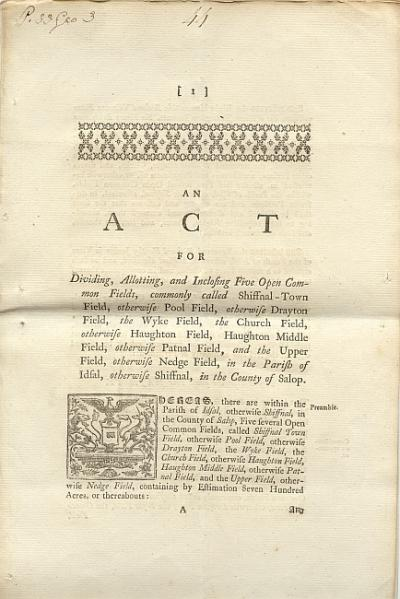
Un acte d'enclosure datant de 1793.

Dans le domaine agricole, le système féodal perdure longtemps (le servage n'est aboli qu'en 1861 en Russie, ce qui en fait un cas exceptionnel ; 1807 en Prusse et 1832 en Saxe). En Angleterre et au Pays de Galles, en 1727, l'Enclosure Act met fin aux droits d'usage, notamment sur les « communaux » et sur les terres non exploitées (Waste). Les « communaux » ne sont pas une propriété collective de la terre contrairement à une erreur commune car le terme anglais « common » s'applique aux droits et non aux terres. Les terres sur lesquelles s'appliquent des droits d'usage communs sont la propriété privée d'une personne, habituellement le seigneur du manoir (Lord of the manor), un groupe de personnes (communautés religieuses, organisations charitables) ou des communes. Les droits d'usage communs ne s'appliquaient que sur une partie des terres en Angleterre et au Pays de Galles : environ 26 % en 1600 et seulement 4 % réellement accessible à tous sur des propriétés communales de valeur marginale. Toutefois, les premières vagues d'enclosures sont plus anciennes et datent du XVe siècle. Les bouleversements qu'elles provoquent marquent déjà les esprits de l'époque : Thomas More dénonce déjà dans Utopia en 1516 les conséquences sociales des balbutiements du capitalisme agricole naissant et décrit un monde alternatif, un nulle part imaginaire marqué par un style de vie s'apparentant au communisme. La France connaît dans ce domaine un phénomène différent au début du XIXe siècle : le code Napoléon, qui disperse les terres entre les héritiers au moment du décès, freine le développement des grandes propriétés du capitalisme agricole.
En pleine transition démographique, ce mouvement des enclosures est le fait d'un intérêt nouveau pour le monde agraire de la part des élites britanniques, qui souhaitent développer une agriculture à haut rendement, et donc lucrative, sur le modèle de la Hollande et des Flandres. Il entraînera immédiatement une activité et des investissements importants, du fait même de l'installation des clôtures.
Le principe de la clôture des terres a rencontré des oppositions, notamment morales :

« Le premier qui ayant enclos un terrain s'avisa de dire : ceci est à moi, et trouva des gens assez simples pour le croire, fut le vrai fondateur de la société civile. Que de crimes, de guerres, de meurtres, que de misères et d'horreurs n'eût point épargnés au genre humain celui qui, arrachant les pieux ou comblant le fossé, eût crié à ses semblables : « Gardez-vous d'écouter cet imposteur ; vous êtes perdus si vous oubliez que les fruits sont à tous, et que la terre n'est à personne ! »

— Jean-Jacques Rousseau, Discours sur l'origine de l'inégalité
Le mouvement des enclosures a permis la Révolution agricole. Selon Max Weber, l'introduction de l'idée de profit individuel a permis l'émergence du rationalisme dans la production, source principale de la productivité :

« Lorsque les fruits sont à tous et que la terre n'est à personne, la terre ne produit que des bruyères et des forêts. »

— Jean-Baptiste Say, Cours complet d'économie politique pratique
Les progrès de l'agriculture capitaliste ont été nécessaires pour alimenter une population dont la croissance exponentielle (elle passe en Grande-Bretagne de 6 à 18 millions entre 1750 et 1850) faisait craindre aux plus pessimistes (Thomas Malthus en particulier) une fin désastreuse.

##### Le remembrement en France
En France, le remembrement capitaliste des terres s'est largement produit seulement au XXe siècle et notamment sous la Ve République, conduit par l'État :
- loi du 16 juin 1824 sur les échanges de terrains entre particuliers ;
- lois du 27 novembre 1918 sur le remembrement de la propriété rurale ;
- loi du 4 mai 1919 sur la délimitation, le lotissement et le remembrement des propriétés foncières dans les régions dévastées par la guerre ;
- loi du 9 mars 1941 ; ordonnance du 7 juillet 1945 ;
- lois de 1975 et 1985.

La loi no 2005-157 du 23 février 2005, relative au « Développement des territoires ruraux », marque l’arrivée de l’Aménagement foncier agricole et forestier (AFAF). Le décret du 18 janvier 2007, issu de cette loi, supprime définitivement la procédure de remembrement, effaçant son nom, après soixante ans d’aménagement foncier par l'État.

## De la Révolution française à la chute du communisme
Première puissance européenne à l'époque de la Révolution, la France devait devenir la championne de la Révolution industrielle. Mais à l'issue des guerres napoléoniennes, Paris était occupé et l'Angleterre prenait le leadership mondial...C'est en effet durant cette période que se met en place en Occident une période dont l'économie repose sur le marché autorégulateur, l'État libéral, l'étalon-or comme système monétaire international, et l'équilibre des puissances depuis la fin des guerres napoléoniennes.

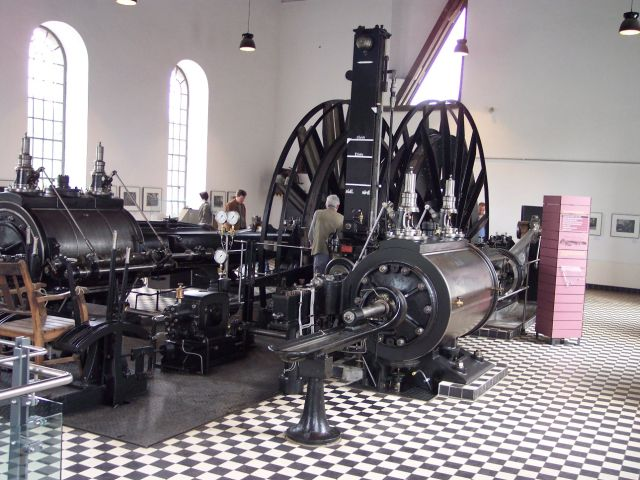
La machine à vapeur, exemple-type de la nécessaire concentration des capitaux

### L'évolution des conditions politiques et juridiques
La disparition de la féodalité a été notamment favorisée par la pensée du Libéralisme souhaitant instaurer les libertés, en matière politique comme en matière économique, répandue en Grande-Bretagne par les auteurs de l'école classique anglaise.
La constitution des économies capitalistes telles que nous les connaissons a donc supposé d'importants changements législatifs concernant la propriété privée et le marché du travail.

Selon la théorie marxiste, l'écart croissant entre le coût des machines et les salaires, ainsi que la limitation des biens communs et la dureté du travail, devait segmenter la société en deux groupes bien distincts : les propriétaires du capital, et ceux que Marx appellera plus tard les « prolétaires », bien que de nombreuses autres catégories sociales se sont développées dans la société.

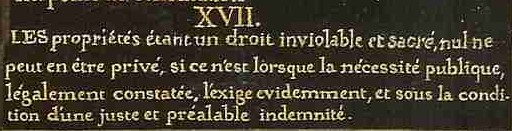
L'article XVII de la Déclaration des droits de l'homme et du citoyen de 1789.

#### La propriété foncière
En France, à la suite des mouvements révolutionnaires de la capitale, les châteaux des campagnes sont assaillis à la fin juillet 1789 par les paysans qui contestent la propriété seigneuriale. Dans la nuit du 4 août 1789, les privilèges de la noblesse sont abolis, tandis que la disparition de nombreux impôts d'Ancien Régime permet de (re)lancer l'investissement. Le 26 août, la propriété privée est, « sous les auspices de l'Être suprême », reconnue dans la Déclaration des droits de l'homme et du citoyen comme un droit inaliénable.
En Grande-Bretagne, le vote du General Enclosure Act en 1801 conclu le mouvement des « enclosures » décrit ci-avant.
Aux États-Unis, depuis la colonisation, la propriété privée des terres a été la règle. Toutefois, la législation américaine a pu se montrer très favorable envers les moins riches et a su, grâce à l'immensité du territoire, faire de la propriété privée de la terre une notion fondamentale défendue par les plus humbles (non esclaves). Une loi de 1862 accorde en effet la propriété privée de 160 arpents aux pionniers. Le Homestead Act, en offrant un jardin à cultiver aux Européens démunis, stimule les flux migratoires vers les États-Unis.

#### Le marché du travail
Selon Karl Polanyi (La Grande Transformation, Aux origines de notre temps, 1944), l'Occident a connu depuis la fin du XVe siècle, une généralisation des relations de marché. Il note toutefois que la prépondérance de celles-ci sur les relations traditionnelles, fondées notamment sur le servage, les corvées ou les corporations ne devient effective qu'au XIXe siècle.
Pour décrire cette transformation, K. Polanyi reprend l'exemple de l'avènement du marché du travail en Grande-Bretagne. Le système traditionnel encadrait le travail par d'importantes restrictions juridiques. Les corporations imposaient des règles, davantage fondées sur la coutume que sur les lois du marché, concernant aussi bien les rapports entre maîtres, compagnons et apprentis, que les conditions de travail ou les salaires. Ces derniers étaient par exemple annuellement évalués par des fonctionnaires.
En 1795, des juges de Speenhamland, un village de Grande-Bretagne, ont décidé d'accorder des compléments de salaires, voire un revenu minimum aux indigents. Cette décision inspira la Grande-Bretagne entière et l'instauration d'un marché du travail, fondé sur l'idée libérale que seul le travail doit être source de revenu, se heurtait à l'idée charitable que quiconque a un « droit de vivre ». Cet obstacle, critiqué par les classiques de l'économie et certaines philosophes utilitaristes fut finalement levé en 1834 avec la disparition des poor laws, lois sur les pauvres (cf. supra). La critique est fondée sur le fait qu'un revenu minimum empêche la réalisation du salaire d'équilibre et permet la création d'un chômage supplémentaire.
En France, le décret d’Allarde des 2 et 17 mars 1791, affirme le principe qu' « Il sera libre à toute personne de faire tel négoce ou d'exercer telle profession, art ou métier qu'elle trouve bon ». La constitution du marché du travail est encadrée en juin 1791 avec la Loi Le Chapelier qui interdit toutes formes de regroupement des travailleurs telles que les corporations, les associations et les coalitions (en langage d'aujourd'hui : les syndicats et grèves).
En Grande-Bretagne, les économistes classiques de la fin du XVIIIe siècle et du début du XIXe siècle vont concentrer leurs critiques sur les lois sociales préétablies afin de permettre l'émergence de lois plus favorables au marché. Héritées du XVIIe siècle, les poor laws britanniques (système de Speenhamland : 1795-1834) offrent via les paroisses une assistance aux indigents en leur attribuant un travail dans des workhouses, voire leur faisaient la charité de quelques denrées nécessaires à leur survie. Adam Smith, Thomas Malthus et David Ricardo, les grands auteurs classiques de l'économie vont s'acharner contre ce système qui empêche selon eux la mobilité des travailleurs. En 1834, la quasi-abrogation de ces lois contraint les pauvres à se rendre en ville afin d'éviter la famine, en trouvant par la vente de leur force de travail les ressources nécessaires à leur survie. Cette réforme intervient cependant à une époque où le Royaume-Uni a déjà lancé sa révolution agricole puis industrielle et doublé sa population au cours du XVIIIe siècle, grâce notamment au succès des usines de coton, prenant sur le reste du monde une bonne avance, qui va cependant peu à peu se réduire à partir de 1850. Le leadership anglais a été essentiellement acquis par l'ouverture des frontières et l'afflux du grain de l'étranger qui a permis de réaliser deux avantages absolument nécessaires à son essor économique : disparition de la rente et baisse des salaires ; lesquelles sont la conséquence directe de la baisse du prix du grain concurrencé par celui importé. Ces changements ont joué un rôle fondamental dans la réalisation de la croissance.
Aux États-Unis, c'est le 13e amendement de la Constitution qui, en abolissant l'esclavage le 18 décembre 1865, conclut la libéralisation du travail dans l'ensemble des secteurs d'activité. La libération des esclaves et la création d'un marché libre de travail étaient très insuffisants dans le processus d'industrialisation des États-Unis. Ici, l'industrialisation n'a pas été accompagnée par l'abolition du  féodalisme (les indiens des États-Unis n'ont pas constitué un système féodal à proprement parler) et la création de chômage comme en Europe. Pour son développement et son élargissement vers l'ouest << à partir des États de l'Est et du Sud >>, l'industrialisation américaine a suscité une immigration européenne massive. Ces mouvements de migration ont permis de résorber le chômage en Europe.
.

#### La propriété intellectuelle

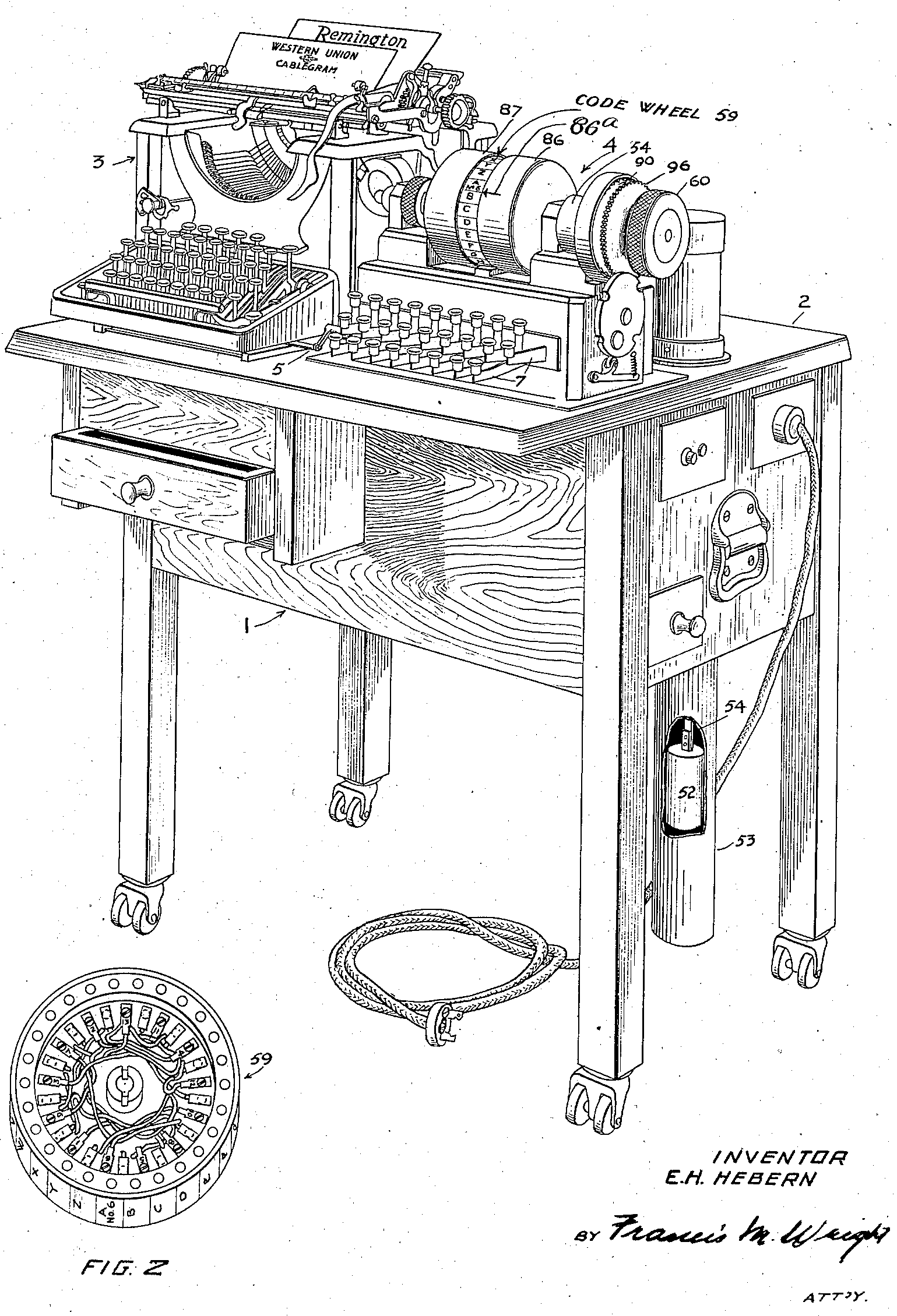
Le brevet de la « Hebern single-rotor machine » (machine de Hebern), brevet no 1510441 daté de 1918.

Au tournant des XIIIe et XIVe siècles, se dégage progressivement en Europe un nouveau concept : celui de privilège. Les privilèges présentent trois caractéristiques :
- existence d’une requête argumentée ;
- appréciation de l’intérêt public par les autorités ;
- concession d’un droit exclusif d’exploitation limité dans le temps et dans l’espace.

Mais c'est à Venise qu'apparaît le brevet sous sa forme moderne.
Venise est à cette époque un milieu cosmopolite, entreprenant et toujours en mouvement. Par ailleurs tout ce qui se rapporte à la gestion de l'eau et autres dispositifs aquatiques est leur domaine de prédilection. C’est pourquoi Venise aurait délivré en 1421 un privilège s’apparentant réellement à un brevet d’invention. Le nombre de privilèges se multiplia au cours des cinquante années qui suivirent et le système s’étendit à d’autres domaines pour devenir l’un des principaux moyens de transmission du progrès commercial et industriel de la République.
En 1474, la procédure est suffisamment rodée pour que les autorités décident, par un vote du Sénat (116 « oui » contre 10 « non » et 3 abstentions), d’intégrer l’expérience acquise en rédigeant une loi. Ce texte historique, connu sous le nom de « Parte Veneziana », énonce pour la première fois les quatre principes de base justifiant la création de toute loi sur les brevets :
- encouragement à l’activité inventive ;
- compensation des frais encourus par l’inventeur ;
- droit de l’inventeur sur sa création ;
- utilité sociale de l’invention.

Pour faire l’objet d’un privilège, l’invention doit être :
- « nouvelle », c’est-à-dire n’avoir jamais été réalisée auparavant sur le territoire de la République (nouveauté locale) ;
- « ingénieuse » (concept de la non-évidence) ;
- « au point, de manière à être utilisée et appliquée » (concept de l’utilité).

Au Royaume-Uni, la première loi sur les brevets d'invention (statute of monopolies) fut votée par le Parlement anglais en 1623. Depuis la Renaissance, de nombreuses cités reconnaissaient des privilèges aux inventeurs. En France, l'Ancien Régime leur assure aussi des droits. C'est Beaumarchais qui fera, durant la Révolution française, voter des « droits d'auteur ». Le Royaume-Uni de la révolution industrielle se garantira l'exclusivité de ses innovations en empêchant la sortie de toute machine jusqu'en 1843.
De nos jours, les brevets posent parfois des problèmes éthiques dans les domaines médicaux tandis que se pose la question de la brevetabilité du vivant (le génome humain en particulier). Les brevets sur les logiciels, les algorithmes et les méthodes d'affaires sont également parfois critiqués, leurs détracteurs craignant un effet adverse sur l'innovation et par là même un danger pour le capitalisme (Procès Research In Motion vs Blackberry, Procès Microsoft vs Eolas, etc.). L'évolution des supports informatiques et des méthodes d'échange, tels le « pair-à-pair » (peer-to-peer), posent également de nouveaux problèmes de respect du droit.

### Les grandes évolutions sociales
Alors que la législation favorise le patronat, à une époque où il y a très peu d'ouvriers (Par exemple, la ville de Saint-Étienne qui fut la première ville ouvrière en France au début du XIX, couvrait à peine 1,5 km2 en 1790 puis environ 40 en 1855 pour arriver aux 80 actuels, une croissance qui n’a guère d’équivalent en France), la révolution industrielle s'emballe au début du XIXe siècle. Les productions de plus en plus importantes en volume, et les produits de plus en plus complexes, nécessitent des investissements de plus en plus grands. C'est le cas dans l'industrie naissante, mais aussi dans l'agriculture où de grosses machines (les moissonneuses-batteuses dès 1834) font leur apparition.
En un siècle, le capitalisme industriel a partiellement transformé une société traditionnelle, rurale et agricole, en une société urbaine et industrielle. L'exode rural, combiné à la croissance démographique, a progressivement dépeuplé relativement les campagnes (en 1881, plus de 62 % des Français sont encore des ruraux) et les ouvriers commencent à s'installer dans les banlieues des grandes cités industrielles. Cette concentration ouvrière (relative suivant la part réelle de la population ouvrière dans la population locale) et, suivant les périodes, le chômage (l'« armée industrielle de réserve » selon l'expression de Marx), contribue à l'organisation des syndicats - autorisés seulement à la fin du XIXe siècle pour les pays les plus avancés-, et des mouvements de revendications sociales et politiques. Auparavant la misère agricole, généralement pire, n'entraînait pas de telles questions sociales du fait de l'absence de concentration, d'éducation et de soins. Les paysages sont profondément transformés, les « villes champignons » se multiplient, certains grands centres économiques sont rebâtis (Paris par les promoteurs privés suivant le plan défini sous Haussmann), les localités charbonnières sont défigurées… 
Malgré la réussite du capitalisme en termes de croissance économique et démographique, la concentration industrielle et l'exode rural massif ont contribué largement à l'augmentation des contestations essentiellement en Europe. Si en France les contestations ont été plus violentes depuis le début des années 1870 à la suite de la défaite devant les Prussiens et la révolte des Communaux qui sont devenues un moyen de revendications nationalistes (assassinat du réformateur socialiste Jean Jaurès et Première Guerre mondiale en 1914), elles sont plus souples au Royaume-Uni et en Allemagne dont les revendications tournent, essentiellement, autour des questions sociales (augmentations de salaires, baisse de la durée du travail, etc).
Progressivement, le « capitalisme managérial » (Alfred Chandler, La main visible des managers), avec le développement de la catégorie des ingénieurs et cadres, émerge au tournant des deux siècles et provoque de nouvelles distinctions entre « propriétaires », « entrepreneurs », « ouvriers » et « gestionnaires ». Dans ces conditions, les profits des héritiers semblent de moins en moins légitimes et s'apparentent à une rente car il n'est plus seulement question de la rémunération de leur talent d'entrepreneur. Toutefois, les riches familles de rentiers ont souvent été dépassées par les entrepreneurs et notamment par les entrepreneurs de génie (du Pont de Nemours, Siemens, Edison, Ford, Alfred Sloan… et plus récemment Bill Gates).
Après la Seconde Guerre mondiale (1939-1945), une nouvelle période de forte croissance économique, les « Trente Glorieuses » (Jean Fourastié en France), amène de nombreuses économies « occidentales » à la société de consommation (à la suite de la croissance de la production, de la population et du  pouvoir d'achat), tandis que s'impose une classe moyenne et que les niveaux de vie ont tendance à augmenter dans les pays industriels, tout en restant différenciés selon les catégories sociales.
Le dernier quart du XXe siècle est marqué par le développement (ou « libéralisation » dans certains pays comme la France) des marchés financiers et par un fort ralentissement de l’élévation des niveaux de vie dans les pays industriels (à la suite de la baisse de la croissance depuis 1973), mais une accélération de leur croissance surtout en Asie de l'Est (Chine). Les petits actionnaires retrouvent « le chemin de la bourse », l'actionnariat salarié se développe tout en restant très minoritaire, ainsi que les fonds de pension dans les pays anglo-saxons (ou de façon marginale pour la fonction publique française avec PREFON).
La fin du XXe siècle est marquée par des privatisations, notamment en Angleterre (depuis l'accès au pouvoir de la libérale Margaret Thatcher dans les années 1970), France ou Suède qui avaient connu des « expériences socialistes » ainsi que par la chute du système économique alternatif dans les pays du « bloc communiste » (dont certains estiment qu'ils constituaient en vérité une forme étatique du capitalisme) ayant désormais des économies de transition. Le capitalisme est alors dominant sous sa forme néo- libérale, mais des secteurs avec des modes de fonctionnement différents coexistent (économie sociale, économie publique, professions libérales). Celles-ci représentent moins de 30% du PIB dans la moyenne des pays développés, ce qui semble rendre relatif le poids de l'économie « capitaliste » dans ces sociétés, bien que l'économie « sociale » et les professions libérales relèvent de l'économie marchande (PIB marchand).
Parallèlement, la richesse créée par le salariat et la mise en œuvre rationnelle du progrès technique a autorisé une augmentation continue des impôts (création de la TVA notamment) et des prélèvements obligatoires, notamment pour l'éducation, l'enseignement ou la santé, au bénéfice de toutes les catégories sociales. Ceci a permis notamment la constitution d'une vaste catégorie d'emploi publics de sorte qu'en France, en 2014, 13,9 % seulement des personnes travaillent dans le secteur de l'industrie, 6,6 % dans la construction, 2,8 % dans l'agriculture et 75,7 % dans le secteur tertiaire ; au total, c'est 22 % des personnes occupées qui travaillent dans le secteur de l'administration publique, de l'enseignement, de la santé humaine et de l'action sociale financés par prélèvements obligatoires. Les prestations sociales représentent 35 % du revenu disponible brut en 2014 en France (retraites, prestations santé, allocations familiales et chômage). Le coût de la santé est le plus élevé dans le système très fortement privatisé et inégalitaire des États-Unis, alors que l'espérance de vie à la naissance y est la plus faible du G7.

#### L'évolution de l'actionnariat
Les principaux véhicules juridiques du développement du capitalisme ont concerné le droit des sociétés et notamment la société anonyme (ou société par actions) qui permet de rassembler des capitaux en partageant les risques et en les limitant aux apports des investisseurs. Autrement dit, en cas d'incapacité de la société à rembourser les emprunts contractés, les actionnaires ne sont responsables vis-à-vis des créanciers qu'à concurrence de leurs apports. Dans ces conditions, en Angleterre, royaume où la propriété foncière demeure aux mains de la noblesse, l'avantage capitalistique est assez longtemps resté à celle-ci. Cet avantage est, essentiellement, menacé à partir de 1834 (la fin du système de Speenhamland (1795-1834)). En effet, les propriétaires fonciers ne sont plus protégés à partir de cette date. L'ouverture des frontières à l'afflux du blé étranger provoque la chute du prix de cette denrée et, par la même occasion, le revenu de cette classe sociale, la rente. Dans un pays comme la France, la constitution d'une société a permis aux commerçants, artisans et aux entrepreneurs, parfois les plus modestes, de créer de grandes entreprises.
En Grande-Bretagne, en 1825, le Bubble Act, qui limitait la taille des entreprises, est abrogé. En 1856, la création de sociétés anonymes est libérée de toute contrainte.
En France, le Code Civil qui autorise les sociétés est promulgué le 21 mars 1804 : art. 1832 : « La société est un contrat par lequel deux ou plusieurs personnes conviennent de mettre quelque chose en commun, dans la vue de partager le bénéfice qui pourra en résulter ». C'est la date de naissance officielle du capitalisme moderne en France. La société anonyme a été officiellement réglementée pour la première fois dans le code de commerce de 1807.
Le capitalisme reste au XIXe siècle essentiellement familial (à l'exception de quelques grandes sociétés déjà évoquées). Les noms des grandes familles industrielles et financières les plus connues de nos jours évoquent toujours cette période : Rothschild, Messier, Schneider, Siemens, de Wendel, Agnelli… C'est dans une optique familiale que se développe le grand capitalisme : on s'accorde pour éviter la dispersion de l'entreprise entre les héritiers, tandis que les « fusions » de l'époque se font par l'entremise d'alliances matrimoniales.
Dans la seconde partie du vingtième siècle, une nouvelle « bourgeoisie » s'impose, non celle des familles des entrepreneurs mais celle des ingénieurs, « managers » ou « gestionnaires ». En France par exemple, les Grandes Écoles fournissent l'essentiel des nouveaux grands entrepreneurs (Armand Peugeot, André Citroën, etc.) en même temps que l'arrivée de diplômés à la tête des grandes entreprises (les managers ou les cadres dirigeants) :

« Dans un cas de figure repris souvent dans les romans, l'ingénieur brillant pouvait succéder au patron après avoir épousé sa fille. »

— (Patrick Verley)

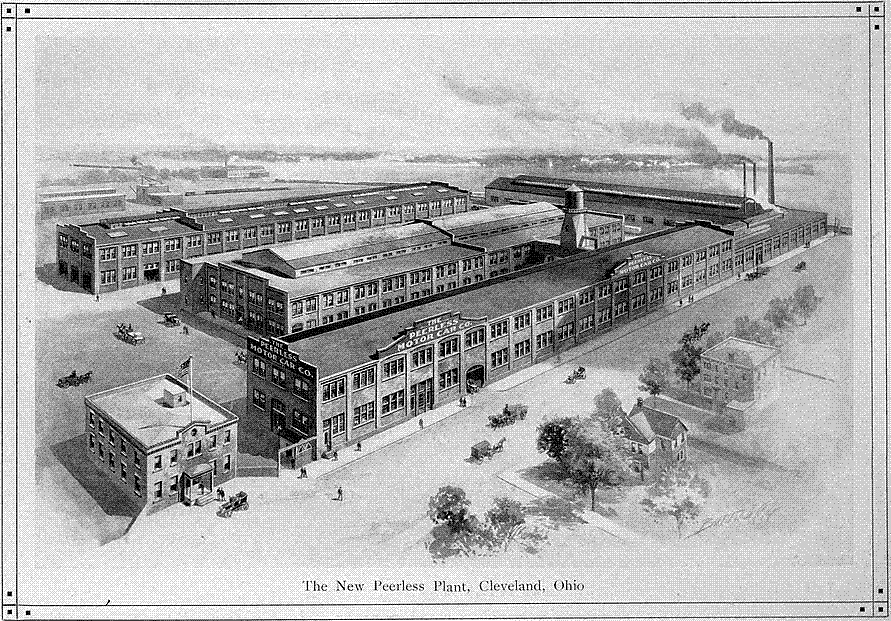
Dessin d'une usine automobile de la Peerless Motor Car Company à Cleveland (États-Unis) au début du XXe siècle

Le développement de la législation sur les sociétés anonymes (libéralisation totale en 1856 au Royaume-Uni, 1867 en France et 1870 en Prusse), permet progressivement à des capitaux anonymes de se joindre à ceux des familles et des relations proches.
Dans Capitalisme, socialisme et démocratie (1942), Joseph Schumpeter prévoit que ces évolutions juridiques feront à terme disparaître la fonction d'entrepreneur-innovateur et qu'« au romantisme des aventures commerciales d'antan succède[ra] le prosaïsme ». La disparition de l'entrepreneur, entendu au sens du XIXe siècle, mènerait selon Schumpeter à la disparition de l'initiative capitaliste. L'« évaporation de la substance de la propriété » nuit à la vitalité de l'économie, et de par ses succès mêmes, « l'évolution capitaliste, en substituant un simple paquet d'actions aux murs et aux machines d'une usine, dévitalise la notion de propriété ». Finalement, Joseph Schumpeter craint à l'époque que le capitalisme disparaisse au profit du socialisme. Le pessimisme de Schumpeter est renforcé par l'accession progressive des managers formés essentiellement dans les grandes écoles de commerce et non propriétaires au sommet des grandes entreprises qui favorisent leurs propres buts au détriment de ceux de l'entreprise qu'ils dirigent.
Au XXe siècle, les évolutions des productions, la taille des entreprises et la complexité de leur gestion poussent de nombreux économistes à annoncer la fin du pouvoir des propriétaires du capital au profit des « gestionnaires » (managers). John Kenneth Galbraith prévoit que le pouvoir au sein de l'entreprise passe « de façon inévitable et irrévocable, de l'individu au groupe, car le groupe est seul à posséder les informations nécessaires à la décision. Bien que les statuts de la société anonyme placent le pouvoir entre les mains de ses propriétaires, les impératifs de la technologie et de la planification les en dépouillent pour les transmettre à la technostructure. » On assiste à une « révolution managériale » (corporate revolution), où le manager prend le relais de l'entrepreneur. Les équilibres entre les différents caractères du capitalisme en sont subtilement transformés : l'objectif essentiel est désormais moins le profit (qui préoccupait l'entrepreneur propriétaire) et les dividendes (soucis de l'actionnaire) que l'agrandissement de l'entreprise et de sa prospérité, dont dépendent la rémunération et le prestige des managers.
Selon certains, les évolutions les plus récentes de l'entreprise traduisent toutefois un retour en force des propriétaires. Il ne s'agit généralement plus d'un groupe d'individus plus ou moins liés par des liens familiaux mais souvent de fonds de placement, de fonds de pension ou de banques chargées de faire fructifier l'épargne des déposants. La logique de la « rentabilité financière » reprendrait l'avantage sur celle de la « rentabilité économique ». Les plus à même de remplir ces nouveaux objectifs restent les managers qui, bien qu'ayant perdu leur pouvoir d'orientation au profit de ce qu'on appelle désormais la « gouvernance d'entreprise » (corporate governance). Certains économistes contestent cette nouvelle puissance des actionnaires au sein de l'entreprise. Pour Joseph Stiglitz (Quand le capitalisme perd la tête, 2004) les entreprises sont toujours aux mains des managers et des comptables qui ne fournissent pas aux actionnaires des données réelles sur la santé des entreprises et n'hésitent pas à « voler » ces derniers via des manœuvres financières incomprises, en particulier la distribution de stock-option (cf. l'affaire Enron). Les actions détenues directement par les ménages sont très inégalitairement réparties. 10 % des actionnaires détiennent en général plus de 80 % des actions. Il y a donc concentration. Les ménages et leurs fonds de pension  placent davantage en actions lorsque la retraite par capitalisation prédomine (cas des États-Unis) et moins dans les systèmes européens où prédomine la retraite par répartition (cas de la France notamment).

#### L'évolution du salariat
La part des salariés dans la population active a augmenté très fortement dans les pays qui ont connu la révolution industrielle, y compris la Chine, passant par exemple en France d'environ 20% en 1800 à environ 90 % en 2020; ceci est  lié principalement à l'exode agricole, lui-même  dû à une hausse de la productivité agricole, -  par la mécanisation, la chimisation etc -, qui s'accélère après 1945.. La part de la population active agricole, dont une grande partie est salariée, dépasse les 70 % en 1800 presque partout dans le monde. Elle est aujourd'hui d'environ 5 % en moyenne dans les pays de l'OCDE et elle diminue relativement rapidement dans les pays en développement. Au XIXe siècle les notions de classe ouvrière et salariat sont quasiment confondues ; par exemple en France les salariés sont à 80 % des ouvriers. Au XXe siècle, la part des catégories salariées non ouvrières va devenir progressivement largement majoritaire. En 2020 le salariat est en moyenne fortement qualifié dans les pays développés. La part des ouvriers et employés non qualifiés est moins d'un quart du salariat. Sur le long terme le pouvoir d'achat moyen a augmenté à peu près parallèlement à la productivité (fordisme), selon Jean Fourastié jusqu'en 1980, mais cela semble moins vrai après 1980. Cette situation est la conséquence de la baisse de la croissance économique qui est devenue de moins en moins importante à partir de la fin des trente glorieuses (1945-1973).

##### La machine contre l'ouvrier?

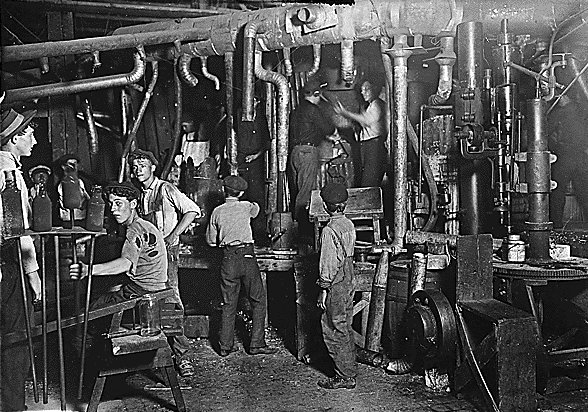
Une usine de verre de l'Indiana, en 1856, où travaillent entre autres des enfants

Cette problématique s'illustre dès les débuts de la première révolution industrielle. Les modifications du travail et de son organisation engendrées par l'arrivée de machines entraînent pour la population paysanne une source d'emploi mais aussi pour les anciens travailleurs des domiciles-ateliers, une source de chômage et de déqualification. Adam Smith (Recherches sur la nature et les causes de la richesse des nations, 1776) reconnaît que le développement du machinisme et la division du travail abrutissent les hommes et amènent à les considérer comme de simples machines devant réaliser un même geste simple toute la journée. En 1811, les ouvriers du Nottinghamshire se révoltent, inspirés par la légende du célèbre Robin des Bois, sous la direction d'un mythique Ned Ludd, pour détruire les machines, devenues leurs ennemies. Il en fut de même en 1831, lors de la « révolte des Canuts » (ouvriers des domiciles-ateliers de la soie Lyonnais).
L'ergonomie des premières machines est souvent inadaptée, au point que lorsque la machine et certains de ses composants sont d'accès difficiles, on emploie des enfants, dont la taille et l'habileté permet d'aller dans des endroits peu accessibles (le travail des enfants étant la règle dans le monde paysan, l'artisanat ou le commerce familial, au cours des siècles précédents).
D'un point de vue général, les études sur longues périodes ont montré que le résultat de l'introduction des machines est plus complexe que l'unique concurrence envers le travailleur, puisqu'elle amène aussi à créer de nouveaux postes plus qualifiés en parallèle des anciens postes d'ouvriers dont le nombre a été également démultiplié par l'industrialisation jusqu'en 1974 en France. Plus tardivement (par exemple, le taylorisme à partir de 1880), les machines ont pu réduire la pénibilité et la durée du travail notamment lorsque leur conception prenait en compte cette approche. Elles ont aussi permis aux hommes d'accéder à une société où les biens sont plus abondants grâce à l'augmentation de la productivité. Certains auteurs, enthousiastes face à la forte productivité des secteurs primaire et secondaire, confiants en la robotisation, n'hésitent pas à prophétiser « la fin du travail » (Jeremy Rifkin, 1996); cette perspective de l'essayiste  reste à très long terme pour la majorité des économistes qui observent l'avènement d'une économie essentiellement tournée vers les services de plus en plus à la personne (« la production de l'homme par l'homme » selon Robert Boyer).

##### Les droits sociaux
« Désespérés, réduits à l'alternative de mourir de faim ou d'arracher à leur maître par la terreur la plus prompte condescendance à leur demande. »

— Adam Smith, Recherches sur la nature et les causes de la richesse des nations, 1776
Sous la pression du développement du mouvement ouvrier et de la question sociale, le législateur et le patronat sont contraints à améliorer les conditions de vie des travailleurs. Des lois vont progressivement baisser le temps de travail, les conditions de travail, le premier âge du travail, l'accès aux soins, à la « retraite », etc. Dès 1833 au Royaume-Uni avec le Factory Act, mais de façon très progressive puisque la loi de 1833 ne fait que limiter à 9 h par jour le travail des enfants de moins de 13 ans. Ces progrès humains ne se font donc que lentement, et dans le cadre d'un rapport de forces permanent.
Cette période voit aussi se développer de nouvelles formes de solidarité entre travailleurs qui s'auto-organisent pour faire face à un dur quotidien. Les formes modernes de l'économie sociale se développent en opposition au capitalisme et proposent des services aux salariés. Dans un premier temps, les premières mutuelles servent à financer les enterrements, puis elles étendent leur champ d'action au financement des jours de grèves, puis aux congés maladie et à la retraite.
Certains grands patrons ne seront pas insensibles à la misère du monde ouvrier, et s'illustreront par leur paternalisme, par leur philanthropie et leurs méthodes de travail tout aussi avant-gardistes que compétitives. Robert Owen commença ainsi à poser les bases du mouvement coopératif dans son usine de New Lanark, en proposant à ses ouvriers aussi bien des cours du soir, que des jardins pour leurs enfants. En France, au Creusot, Schneider offre aussi divers services à ses salariés, sans négliger toutefois de faire implanter une caserne.

##### L'organisation du travail et le niveau des salaires

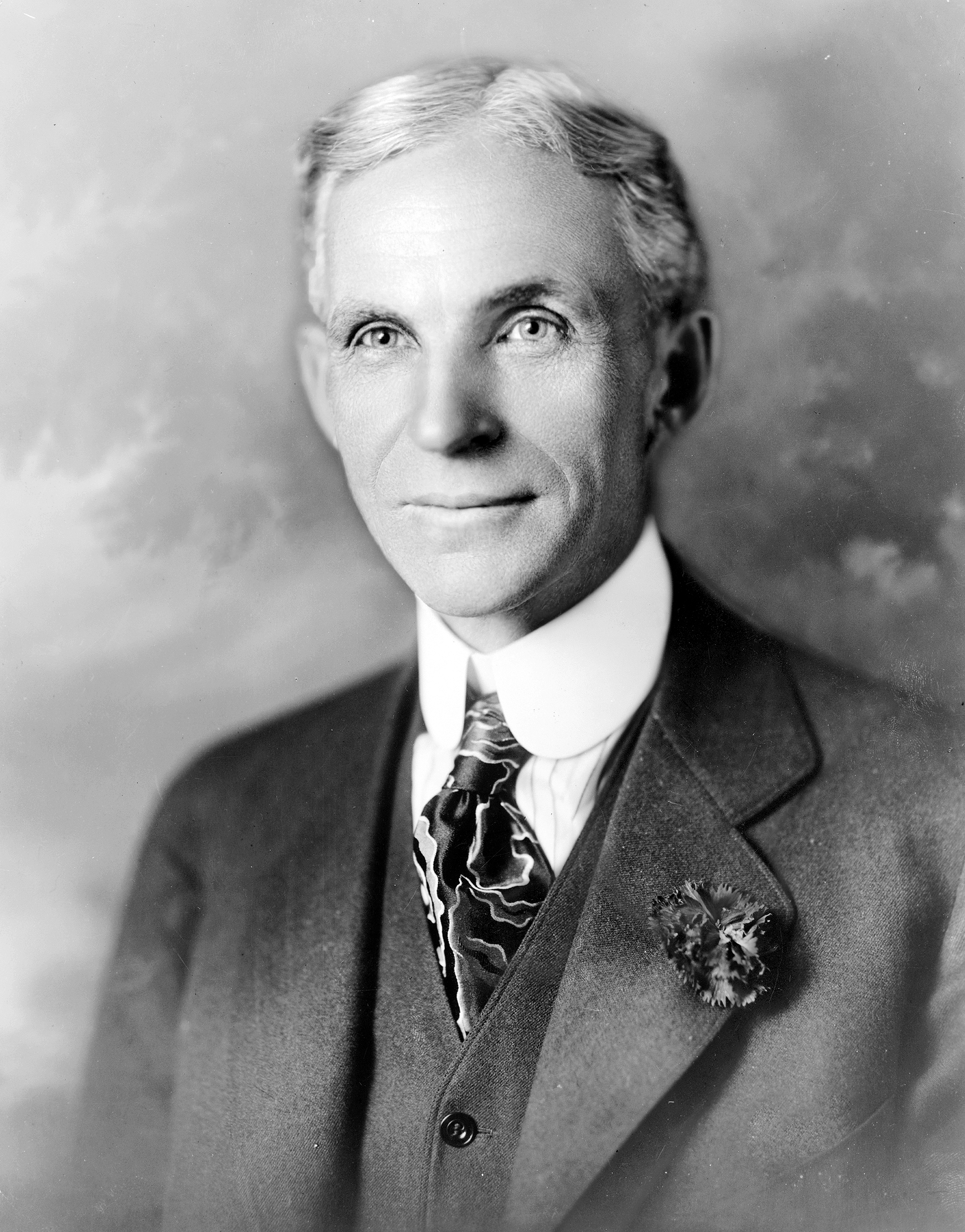
Henry Ford

Plus tard, Henry Ford soutient que l'insatisfaction des ouvriers, engendrée par les méthodes de travail tayloristes, se fait au détriment de la productivité, et propose une nouvelle organisation du travail et des salaires bien au-dessus du marché (le "five dollars a day") afin de limiter la rotation du personnel et de fidéliser une main-d'œuvre devenue difficile à recruter sur des postes peu valorisants de travail à la chaîne durant une période sans chômage. En effet, à la différence de l'Europe où le capitalisme s'est développé en concomitance avec "l'armée industrielle de réserve", selon l'expression de Karl Marx, le capitalisme aux États-Unis a connu un développement sans chômage. Cette pensée se généralisera et aboutira au « compromis fordiste » des années 1945-1970, période sur laquelle la part des salaires dans la valeur ajoutée va progresser au détriment de la part relative du profit.
Des modèles d'organisation du travail plus récents, tel le « toyotisme », invitent le salarié à faire part de ses réflexions sur le processus de production, lui permettant dès lors de reprendre un ascendant sur la machine, ou du moins d'en avoir l'illusion.

#### La reconnaissance du «capital humain»
On doit l'analyse la plus connue du « capital humain » à l'économiste américain Gary Becker (Human Capital, 1964). Il définit l'ensemble des aptitudes et compétences accumulées par l'individu et susceptibles de jouer un rôle dans le processus de production. C'est la forme de capital dont la prise en compte est la plus récente. Il joue un rôle croissant dans une société de plus en plus tertiarisée et où la recherche et les sciences ont une place cruciale.
Ce capital est substantiel à l'individu et il semble donc improbable qu'on puisse l'en déposséder. Il existe toutefois des exceptions. Les salariés quittant leur entreprise peuvent par exemple être soumis à une clause de non-concurrence, les empêchant alors de faire profiter de leur savoir une entreprise concurrente, et ce pour un certain temps. Mais le capital humain pose bel et bien de vrais problèmes : la « fuite des cerveaux » par exemple (hauts diplômés formés aux frais d'un État et qui profitent à un autre). De même, le risque de perdre leurs salariés décourage les entreprises de leur offrir une formation onéreuse.
Les évolutions décrites dans les deux derniers paragraphes, accélérées par le processus de mondialisation, amènent certains à considérer le passage dans un nouveau type d'économie (« économie du savoir » ou « capitalisme cognitif ») dans laquelle les droits de propriété sur le capital seraient plus limités. À titre d'exemple le philosophe altermondialiste d'inspiration marxienne Toni Negri estime que :

« le travailleur, aujourd’hui, n’a plus besoin d’instruments de travail (c’est-à-dire de capital fixe) qui soient mis à sa disposition par le capital. Le capital fixe le plus important, celui qui détermine les différentiels de productivité, désormais se trouve dans le cerveau des gens qui travaillent : c’est la machine-outil que chacun d’entre nous porte en lui. C’est cela la nouveauté absolument essentielle de la vie productive aujourd’hui. »

On retrouve dans les travaux d'Alvin Toffler l'idée d'un « savoir » ; nouvelle puissance absolue de notre temps; il succèderait ainsi à la puissance animale et à la puissance monétaire. Pour plus d'informations, voir la Théorie des vagues de développement
Ces thèses restent contestées.

### Les enjeux politiques du capitalisme

#### Capitalisme agricole contre capitalisme industriel

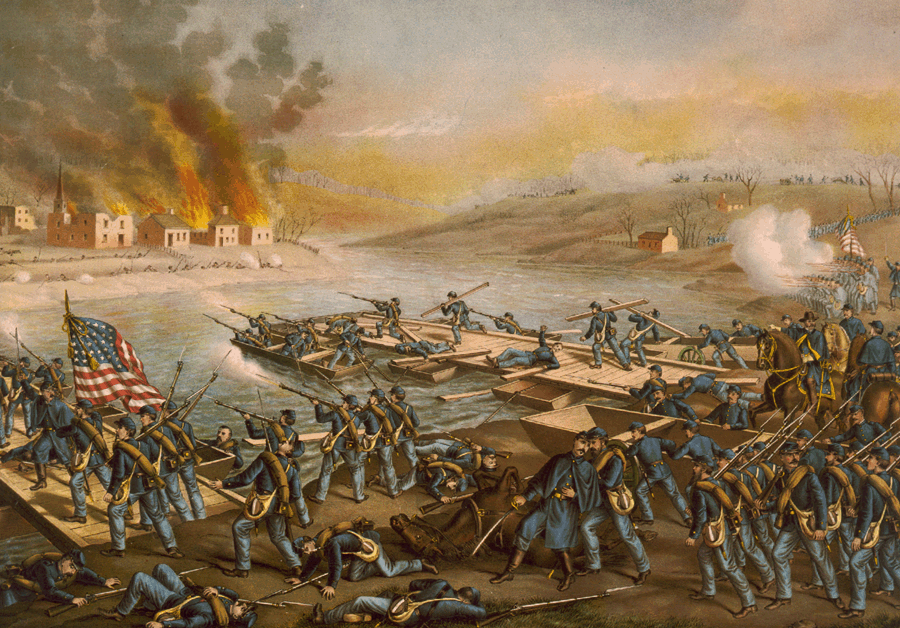
La Guerre de Sécession est souvent interprétée comme le conflit d'une société traditionnelle et agricole s'opposant à la marche vers le capitalisme industriel (Bataille de Fredericksburg, 13 décembre 1862).

Les intérêts divergents entre l'industrie naissante et l'agriculture ne vont pas, malgré la révolution agricole tarder à se manifester.
Le capitalisme « agricole », qui cherche à maintenir les prix (à la hausse) par le protectionnisme (en Angleterre, via les Corn Laws), va alors s'opposer au capitalisme « industriel ». L'augmentation de la rente (revenu des propriétaires fonciers) permise par le protectionnisme aura pour conséquence directe la hausse de la part de la rente dans le PIB au détriment de celle des bénéfices (revenu des industriels). En 1810, l'économiste et parlementaire David Ricardo (Essai sur l'influence du bas prix du blé) pense que l'ouverture du pays aux importations agricoles permettra, grâce à la faiblesse du prix des subsistances, de réduire les salaires et donc de favoriser l'industrie. De fait, c'est bien un lobby d'industriels du textile (l'Anti Corn Laws League dont le leader est Richard Cobden) qui, au terme d'une bataille politique incertaine contre les grands propriétaires fonciers, fera abroger les Corn Laws en 1846.
À l'inverse, aux États-Unis, le Sud, qui repose sur une agriculture esclavagiste, est libre-échangiste, tandis que le Nord, qui développe un capitalisme industriel, est protectionniste. Durant les décennies précédant la Guerre de Sécession, des propriétaires du Sud prétextaient d'ailleurs que la condition de l'ouvrier du Nord n'était que rarement enviable à celle de l'esclave du Sud.

#### Capitalisme et démocratie
Selon Raymond Aron (Dix-huit leçons sur la société industrielle, 1962), le capitalisme a besoin dans son évolution d'accroître la qualification de la main-d'œuvre afin de garantir la pérennité de la croissance économique. Cette qualification accrue provoque l'émergence des aspirations égalitaires. La société capitaliste conduit selon lui naturellement à la démocratie (dans le sens de l'égalité des conditions, telle qu'elle est discutée par Alexis de Tocqueville) « parce qu'elle est fondée non pas sur des inégalités de statut, sur l'hérédité ou sur la naissance, mais sur la fonction remplie par chacun ». La démocratisation rend sensible la population au plein emploi, à la diminution du temps de travail, à la réduction des inégalités de revenus, ce qui aboutit finalement à une intervention croissante de l'État et à l'apparition de nombreuses formes de contre-pouvoirs.
Pour Joseph Schumpeter (Capitalisme, socialisme et démocratie, 1942), c'est l'apparition du capitalisme et l'émergence d'une élite bourgeoise qui a permis le succès de la démocratie en lui fournissant des hommes capables de mettre en place une structure bureaucratique efficace. Si le socialisme peut selon lui aussi être démocratique, il en est toutefois moins apte que le capitalisme :

« Une classe dont les intérêts sont le mieux servis par une politique de non-intervention met plus facilement en pratique la discrétion démocratique que ne sauraient le faire des classes qui tendent à vivre aux crochets de l'Etat. »

— (ibid.)
Toutefois, pour des raisons similaires à celles exposées plus tard par Raymond Aron, la démocratisation mène souvent à une socialisation de la démocratie et à un recul du capitalisme.
Rosa Luxemburg considère que dans la société capitaliste « les institutions formellement démocratiques ne sont, quant à leur contenu, que des instruments des intérêts de la classe dominante ». Selon elle, la démocratie serait empêchée par le fonctionnement du capitalisme, qui place une seule classe sociale à la direction de la société.

#### Capitalisme et patriotisme
Selon Michel Aglietta (Régulation et crises du capitalisme, 1976), le succès du capitalisme aux États-Unis est lié au « mythe de la Frontière ». L'idée originale de l'aménagement d'un espace géographique gigantesque se serait transformée en une idéologie favorable au capitalisme : « celle exprimant la capacité de la nation américaine à polariser les activités industrielles dans un sens de progrès. » Ainsi, dans cette vision inspirée du marxisme, l'assimilation de l'avantage de la grande industrie à la construction de la nation dans la conscience populaire aurait permis de justifier l'ensemble des dégradations du processus de production (taylorisme puis fordisme) nécessaires à la réalisation des profits des capitalistes.
Cette thèse est discutable dans la mesure où dans le cadre du fordisme, qui est considéré par le marxiste Antonio Gramsci, dans ses lettres de prison, comme étant une organisation qui a sauvé le capitalisme, la part des salaires dans le PIB est supérieure à celle des profits dans les pays capitalistes développés (cf. supra).

« C'est pourquoi la bourgeoisie industrielle a pu faire avaliser ultérieurement par l'ensemble de la nation les transformations technologiques induites par la plus-value relative en les présentant comme l'édification d'une « nouvelle frontière. »

— (ibid.)
Dans l'Histoire, le patriotisme serait donc un outil permettant de justifier les sacrifices des travailleurs au profit du grand capitalisme : c'est par exemple la conclusion que tireront certains poilus revenant des tranchées de la Première Guerre mondiale et constatant l'enrichissement nouveau de nombreux industriels. Voir la phrase d'Anatole France : « On croit mourir pour la patrie ; on meurt pour des industriels ».

#### Capitalisme et politique
Un des enjeux de l'accumulation du capital matériel est l'accumulation de pouvoir qu'elle signifie notamment sur les marchés et l'influence politique.
Sur le plan international, de 1960 à 1975, 1639 procédures de nationalisations ont été engagées dans le monde notamment parce que les firmes « transnationales » étaient accusées de « piller » le Tiers-monde. En 1973, la tentative de nationalisations des grandes firmes nationales et transnationales ont provoqué la chute du gouvernement de Salvador Allende, assassiné lors du putsch militaire d'Augusto Pinochet en 1973 au Chili. En 1956, la nationalisation du Canal de Suez par le gouvernement égyptien de Nasser, a provoqué l'entrée en guerre de la France, du Royaume-Uni et d'Israël. Cependant, ces politiques ont plutôt eu pour conséquence d'isoler les pays concernés et il n'y a eu que 47 nationalisations d'envergure entre 1975 et 1985 puis la situation s'est totalement inversée, les pays cherchant au contraire à attirer les investissements étrangers.
Pour John Kenneth Galbraith :

« Le système industriel est inextricablement lié à l'État. Il n'échappe à personne que, de bien des façons, la grande entreprise moderne est un bras de l'État, et celui-ci, dans les circonstances importantes, est lui-même un instrument du système industriel. »

— Le Nouvel État industriel, 1967
Selon Galbraith, les grandes firmes américaines de la seconde moitié du XXe siècle s'approprient un pouvoir excessif afin de mettre en place à leur profit une économie planifiée. Le danger de guerres ayant pour seul objet de fournir des débouchés à l'industrie de l'armement est notamment évoqué. Quelques années plus tôt, le président américain avait d'ailleurs déclaré :

« Nous ne devons jamais permettre que le complexe militaro-industriel ne menace nos libertés ou le processus démocratique. »

— Dwight D. Eisenhower, Dernier discours à la nation du président des États-Unis, le 29 janvier 1961
Selon sa théorie dite de la « filière inversée », c'est par exemple la consommation qui s'adapte à la production grâce au harcèlement et aux besoins créés par la publicité. Ce raisonnement est, totalement, l'inverse de celui de Paul A. Samuelson pour qui "le consommateur est roi". Dans sa décision d'achat, il ne subit aucune influence, que ce soit, de la part du vendeur. J. K. Galbraith insiste donc sur la nécessité de l'existence de « pouvoirs compensateurs », et sur le rôle essentiel de l'éducation dans l'émancipation de l'individu.
Les liens entre le monde politique et les grandes entreprises font régulièrement l'objet de polémiques. On pense par exemple à celles liées à la guerre en Irak, ou aux critiques faites au mode de financement des campagnes électorales aux États-Unis.

#### Régulation par l'État
Avant la Révolution industrielle, l'économie était organisée en corps de métiers dont les règlements limitaient le nombre de compagnons et d'apprentis, fixant précisément le domaine et les procédés d'activité. Il était nécessaire que des maîtrises techniques nouvelles apparaissent pour que le pouvoir politique autorise l'organisation de nouvelles productions avec un nouveau règlement particulier (cf. ci-avant l'exemple de la production de soieries à Lyon et des canuts). En France, ce règlement dérogatoire s'appelait un privilège, et un établissement créé en conséquence, une manufacture privilégiée. (cf. les manufactures de Colbert). La création de sociétés sans l'aval du Parlement n'est accordée par exemple qu'en 1825 en Grande-Bretagne (abrogation du Bubble Act). La libéralisation complète de la création de sociétés par actions n'est achevée qu'en 1856 au Royaume-Uni.
Sur le plan de la concurrence, conformément à la théorie économique du marché, la création de monopoles doit être contrariée par des « lois antitrust ». Elles seront mises en pratique aux États-Unis pendant l’« ère progressiste » par Theodore Roosevelt qui s'opposera particulièrement à Rockefeller et à J.P. Morgan.
Tout au long du XXe siècle, le capitalisme a connu des crises économiques comme la crise économique des années 1930, l'émergence de modèles économiques alternatifs comme le bloc communiste et le nazisme ainsi que deux guerres mondiales. Dans ces conditions, la théorie économique influente après la seconde guerre mondiale (keynésienne) préconisait l'intervention publique ponctuelle (John Maynard Keynes, Théorie générale de l'emploi de l'intérêt et de la monnaie, 1936) pour réguler les dysfonctionnements d'un système économique qu'elle qualifiait d'imparfait et d'instable.
Après la Seconde Guerre mondiale, le développement des États providence s'accompagna, dans certains pays et dans des conditions variées, notamment par l'application de politiques socialistes en Angleterre ou en France, d'une prise de contrôle par l'État des plus grandes sociétés industrielles, commerciales et bancaires dans de nombreux pays. Les systèmes d'assurance privée furent complétés par une prise en charge collective des risques à l'échelle étatique.
Toutefois, à la suite des chocs pétroliers et de la crise économique des années 1970, les fondements théoriques de l'intervention publique et de la régulation du capitalisme furent bouleversés. Le retour des politiques libérales et la privatisation des entreprises précédemment nationalisées marqua un recul de cette forme d'intervention. Par ailleurs, les années 1990 furent marquées par la disparition brutale des systèmes alternatifs dans les pays de l'ancien bloc communiste et dans de nombreux pays en voie de développement, systèmes qui ont donc concerné une majorité de la population humaine au XXe siècle.

#### Capitalisme, nationalisme, colonialisme, impérialisme et guerre

##### La thèse du nationalisme
Selon certaines critiques, l'essor du capitalisme aurait été encouragé par le nationalisme économique. Au début des années 1950, la phrase de Charles Erwin Wilson, PDG de General Motors, qui déclarait « ce qui est bon pour General Motors est bon pour les États-Unis et réciproquement » en serait une illustration. Un siècle plus tôt, selon Karl Marx, le capitalisme requiert un marché protégé où écouler ses produits, le nationalisme était dans un premier temps la meilleure manière de se le garantir :

« Le marché est la première école où la bourgeoisie apprend le nationalisme. »

Selon d'autres analyses, le capitalisme chercherait à s'affranchir des contraintes nationales en se faisant le moteur de la mondialisation économique.

##### La thèse de l'impérialisme
Les progrès de la navigation bénéficiant au commerce comme à la marine de guerre, l'émergence du capitalisme au XVe siècle coïncide avec les premières grandes vagues de colonisations. Pour l’anecdote, Cortés, conquérant des Amériques, déclara « nous autres Espagnols souffrons d'un mal que seul l'or peut guérir ».
L'influence de l'économie sur les rapports de puissance des états, soulignés par les penseurs mercantilistes, poussera plusieurs siècles plus tard certains à lier capitalisme et impérialisme. Déjà au XVIIIe siècle, Voltaire, plutôt enthousiasmé, soulignait que les marchands étaient plus utiles à la puissance de leur pays que les nobles :

« Le commerce, qui a enrichi les citoyens en Angleterre, a contribué à les rendre libres, et cette liberté a étendu le commerce à son tour ; de là s'est formée la grandeur de l'État. C'est le commerce qui a établi peu à peu les forces navales par qui les Anglais sont les maîtres des mers. Ils ont à présent près de deux cents vaisseaux de guerre. La postérité apprendra peut-être avec surprise qu'une petite île qui n'a de soi-même qu'un peu de plomb, de l'étain, de la terre à foulon et de la laine grossière, est devenue par son commerce assez puissante pour envoyer, en 1723, trois flottes à la fois en trois extrémités du monde… »

— Lettres anglaises

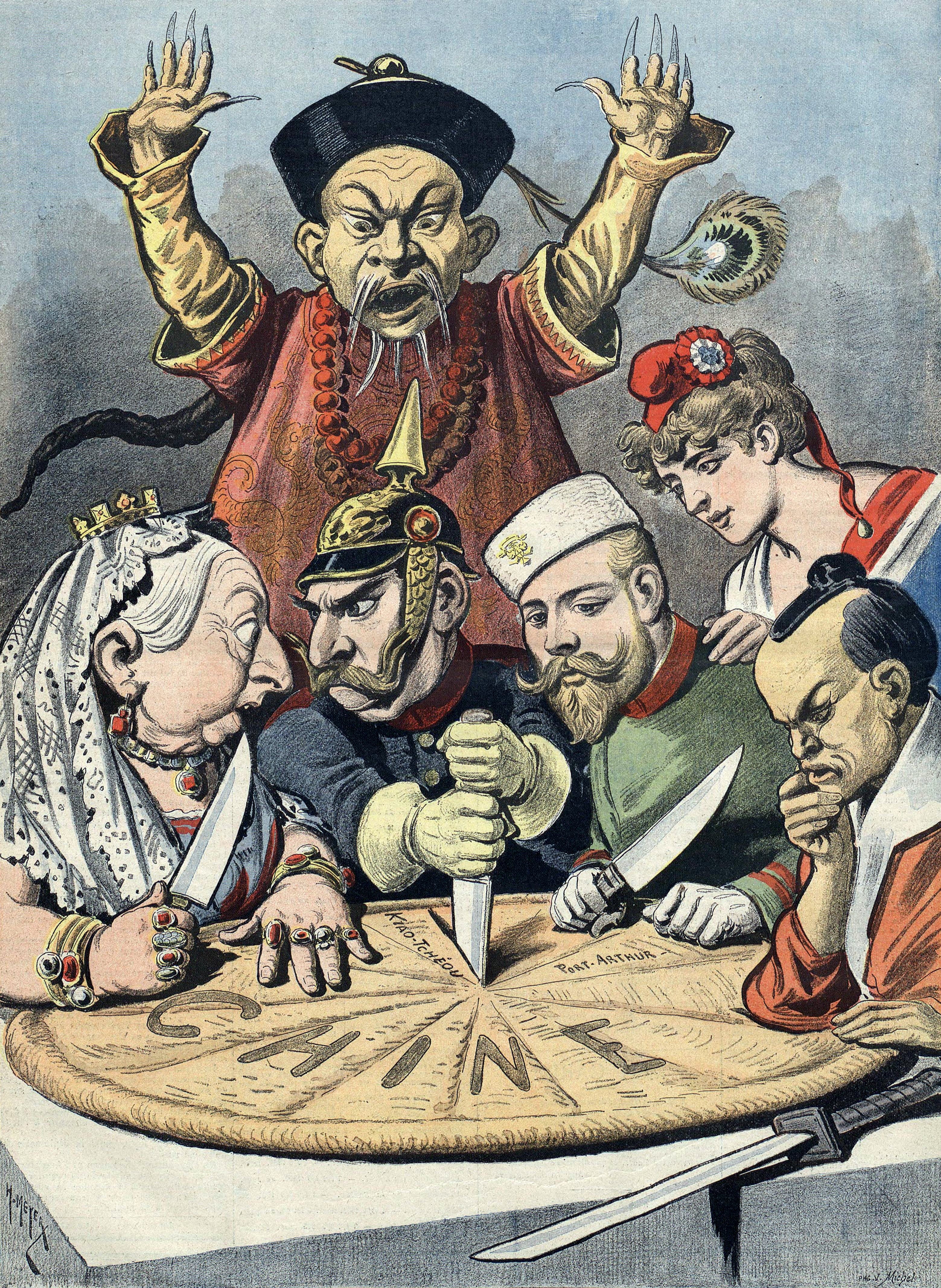
Caricature politique montrant le partage de la Chine entre puissances européennes, fin des années 1890

De fait, le Royaume-Uni impose violemment son commerce au monde au XIXe siècle. Par exemple, celui de l'opium à la Chine (guerre de l'opium, 1838–1842).
Au début du XXe siècle, des penseurs, marxistes pour la plupart, ont associé le phénomène de la multinationalisation des firmes et du colonialisme au développement du capitalisme, faisant de l'impérialisme son stade suprême. En 1913, Rosa Luxemburg explique dans l'Accumulation du capital, que la reproduction du système capitaliste nécessite l'ouverture continuelle de nouveaux débouchés et son implantation dans les régions géographiques dont il est encore absent. Ainsi selon Rosa Luxemburg, l'impérialisme mène inévitablement à la guerre.
Illustrant l'importance économique des colonies, où plutôt reflétant l'importance qu'on leur attribuait à l'époque peut-être à tort, Jules Ferry déclara à la Chambre que « la politique coloniale est fille de la politique industrielle ». En effet, au fur et à mesure de son développement et de l'émergence économique de nouveaux pays, l'accès au marché et le partage des débouchés deviennent de plus en plus problématiques. Mais la constitution de marchés coloniaux exclusifs est limitée par la taille finie de la planète. Le temps du monde fini commence (selon l'expression du poète Paul Valéry) et les antagonismes entre les grandes puissances économiques ne peuvent s'en trouver qu'exacerbées.
De fait, des crises et des conflits opposent à plusieurs reprises le Royaume-Uni à la France (crise de Fachoda en 1898), les Britanniques à des colons néerlandais (première guerre des Boers de 1880 à 1881, seconde guerre des Boers de 1899 à 1902), la France à l'Allemagne (au Maroc en 1905–1906 puis en 1911)… Jean Jaurès, pacifiste (et réformateur socialiste), déclara que « le capitalisme porte la guerre comme la nuée porte l'orage ».
La nature belliqueuse du capitalisme a été beaucoup discutée. Nombre de libéraux ont fait remarquer que l'impérialisme s'était aussi révélé comme une tendance récurrente de l'Union soviétique. Dans les Étapes de la croissance économique, un manifeste non communiste (1960), Walt Whitman Rostow, pense que la guerre n'est pas proprement liée au capitalisme, mais plus simplement au développement économique. L'émergence d'une nouvelle puissance économique, qu'elle soit capitaliste ou autre, signifie l'apparition d'une adéquation entre les équilibres géopolitiques passés et les rapports de forces nouveaux. La remise en question par la nation émergente des traités passés mène naturellement à la guerre.

##### Bilan de la colonisation pour le capitalisme occidental
Du point de vue de Fernand Braudel, si le capitalisme se fonde dans le commerce lointain, les colonies ont joué un rôle positif. Toutefois la concomitance du colonialisme et du capitalisme n'est pas si évidente dans les faits. Les grands empires coloniaux qu'ont été l'Espagne et le Portugal n'ont par exemple pas connu le développement du capitalisme industriel avant le XXe siècle. Au contraire, des nations comme l'Allemagne et le Japon, et surtout les États-Unis, ont su développer un capitalisme efficace bien que ne possédant pratiquement pas de colonies.
Certains historiens ont souligné le rôle pervers des colonies dans le développement économique des métropoles. Ces dernières, constituant des débouchés « faciles », ont joué le rôle de marchés captifs, c’est-à-dire qu'elles ont découragé l'investissement matériel sur le territoire national en détournant d'importants volumes de capitaux vers l'extérieur.
Certains comme l'historien Jacques Marseille estiment que les efforts de conquête, mais surtout d'aménagement des territoires occupés, ont coûté davantage qu'ils n'ont rapporté aux économies capitalistes d'Europe. La théorie de Karl Marx du « pillage colonial » est donc fortement contestée.
En 1867, Karl Marx supposait :

« La découverte des contrées aurifères et argentifères de l'Amérique, la réduction des indigènes en esclavage, leur enfouissement dans les mines ou leur extermination, les commencements de conquête et de pillage aux Indes orientales, la transformation de l'Afrique en une sorte de garenne commerciale pour la chasse aux peaux noires, voilà les procédés idylliques d'accumulation primitive qui signalent l'ère capitaliste à son aurore. »

Marx voyait dans la colonisation l'origine des capitaux nécessaires à l'essor du capitalisme. Ils proviendraient :
- de l'expropriation des terres dans les colonies ;
- de la création de monopoles de droits (voir les Compagnies des Indes) ;
- de l'exploitation et de la mise en esclavage des populations indigènes ;
- des débouchés alors fournis aux industries manufacturières d'Europe.

En outre, pour Karl Marx, « la richesse coloniale n'a qu'un seul fondement naturel : l'esclavage ».
Paul Bairoch souligne que l'Occident ne fut pas le seul colonisateur tandis que l'esclavage a été aboli bien avant la fin des colonies. En outre, la colonisation a mis fin à l'esclavage dans le monde arabo-musulman, bien que celui-ci n'a été officiellement aboli qu'en 1962 en Arabie saoudite ou au Yémen et a tempéré l'esclavage en Inde où le système des castes perdure néanmoins. En Afrique de l'Ouest, la France a mis fin en 1905 à l'esclavage pratiqué par les tribus africaines entre elles, à la suite de ruineuses guerres tribales au point que plus de 3 millions de personnes, représentant environ 30 % de la population, alors éparse, était en esclavage.
Par ailleurs, Marx épousait avec Engels, la vision très critique de l'époque sur les peuples indigènes :

« Et si l’on peut regretter que la liberté ait été détruite, nous ne devons pas oublier que ces mêmes bédouins sont un peuple de voleurs. »

— Engels,

« Nous ne devons pas oublier que ces petites communautés portaient la marque infamante des castes et de l’esclavage, qu’elles soumettaient l’homme aux circonstances extérieures au lieu d’en faire le roi des circonstances, qu’elles faisaient d’un état social en développement spontané une fatalité toute-puissante, origine d’un culte grossier de la nature, dont le caractère dégradant se traduisait dans le fait que l’homme, maître de la nature, tombait à genoux et adorait Hanumân, le singe, et Sabbala, la vache. »

— Karl Marx, à propos de l’Hindoustan.
Dans une thèse datée de 1984, Empire colonial et capitalisme français, histoire d'un divorce, Jacques Marseille se demande si l'empire colonial a été un frein ou un moteur pour le développement du capitalisme français. Selon lui, l'importance de l'empire pour le capitalisme français n'a été qu'une apparence statistique. En effet, de grandes compagnies ont su profiter de la crédulité des épargnants pour s'attirer des capitaux qui ne prenaient souvent pas de formes matérielles dans les colonies. Par ailleurs, les produits importés des colonies n'étaient pas des produits rares ni des produits dont les prix étaient substantiellement inférieurs aux cours mondiaux. À partir de la crise des années 1930, ce sont les secteurs économiques en déclin qui ont accaparé les marchés coloniaux, tandis que les secteurs sources d'innovation ne s'y sont en réalité que très rarement intéressés. Certains estiment donc que l'empire n'a pas été la source du progrès économique.
Les justifications au colonialisme ont été de toutes sortes et des plus contradictoires. Ainsi, le socialiste Léon Blum écrivait en 1925 :

« Nous admettons qu'il peut y avoir non seulement un droit, mais un devoir de ce qu'on appelle les races supérieures, revendiquant quelquefois pour elles un privilège quelque peu indu, d’attirer à elles les races qui ne sont pas parvenues au même degré de culture et de civilisation »

— Léon Blum, Débat sur le budget des Colonies à la Chambre des députés, 9 juillet 1925, J.O., Débats parlementaires, Assemblée, Session Ordinaire (30 juin-12 juillet 1925), p. 848
et ce, en même temps qu'il déclarait :

« Nous considérons que dans l'état actuel de la société, le colonialisme est la forme la plus redoutable, la plus pernicieuse de ce qu'on appelle d'un mot par trop courant et qui cependant a un sens, l'impérialisme, c'est-à-dire l'instinct ancien, probablement naturel, qui pousse toute nation étendre le plus loin possible son imperium, sa domination, sa puissance. (mouvements divers) Nous sommes les adversaires du colonialisme en tant qu'il est la forme moderne de cet impérialisme »

— J.O., ibid, p. 847
La prise de conscience du coût des colonies a progressivement renversé l'opinion des élites quant aux bienfaits du colonialisme, tandis que l'opinion publique, pourtant rapidement opposée au colonialisme, conservait l'idée que celui-ci était favorable à la France. Le problème des marchés captifs a d'abord été identifié comme une source de démotivation à l'innovation pour les entreprises nationales, cette dernière n'étant pas nécessaire dans un contexte d'absence de concurrence de la part des pays étrangers. Le résultat serait alors de ce point de vue une perte de compétitivité face aux autres économies avancées. Seul le régime de Vichy a un temps préconisé le développement industriel des colonies, notant que le commerce avec des économies développées était plus profitable que celui avec des pays sous-développés. À la suite de la Seconde Guerre mondiale, les capitalistes ont cédé au « complexe hollandais ». En effet, le constat de la croissance exceptionnelle de l'économie des Pays-Bas à la suite de l'abandon en 1949 de l'Indonésie troublait la thèse couramment admise sur l'influence économique positive de l'empire.
Finalement, la thèse de Jacques Marseille s'oppose à celle de Karl Marx sur le rôle du pillage colonial. Selon Marseille, il est notable que le développement récent du capitalisme a demandé au contraire un abandon des colonies, un « divorce par consentement mutuel » entre les deux parties : ce ne seraient donc pas des raisons économiques qui expliqueraient selon Marseille l'attachement des métropoles à certaines de leurs colonies, mais plutôt des raisons politiques et militaires. L'empire aurait en fait constitué un « boulet » entravant la modernisation du capitalisme français. Si un des divorcés en a largement profité, la métropole, le cas du second est plus nuancé. Si certaines anciennes colonies ont su développer un capitalisme efficace à la suite de leur émancipation, de nombreux pays, d'Afrique notamment, ont de nos jours des revenus par habitant inférieurs à ceux qu'ils avaient avant leur indépendance.
Dans son ouvrage de 1994, Mythes et paradoxes de l'histoire économique, Paul Bairoch partage la thèse de Jacques Marseille :

« A la veille de la Première Guerre mondiale, 98 % des minerais métalliques utilisés dans les pays développés venaient du monde développé ; le chiffre était de 80 % pour les fibres textiles et, comme nous l'avons vu, de plus de 100 % pour l'énergie. »

— (ibid.)
Seuls quelques rares produits entraînaient une dépendance vis-à-vis des colonies : le caoutchouc, les phosphates naturels… Au contraire, les pays du tiers monde étaient très dépendants des débouchés de la métropole, car bien que les métropoles fussent quasi autosuffisantes, les colonies quant à elles exportaient à plus de 90 % des produits primaires.
Paul Bairoch note toutefois que les conséquences de la colonisation furent désastreuses : « Si l'occident n'a guère gagné au colonialisme, cela ne signifie pas que le tiers monde n'y ait pas beaucoup perdu ». Les territoires colonisés ne partagèrent pas la prospérité de leur métropole et, d'après Angus Maddison, le PIB de la plupart d'entre eux stagna entre 1820 et 1953.

### Capitalismes nationaux et capitalisme transnational

#### Les principaux particularismes nationaux
L'histoire des différentes nations depuis le XIXe siècle a mené l'économie de marché à prendre des formes différentes d'un pays à l'autre.

##### Le capitalisme britannique
La croissance du capitalisme britannique au XIXe siècle a été fortement marquée par un libre-échangisme mêlé à la tradition du mercantilisme commercial. Cette évolution a mené à la constitution d'un empire colonial important et à une insertion très précoce du pays dans la division internationale du travail (la part de la population agricole est devenue largement minoritaire au Royaume-Uni dès le XIXe siècle). Important depuis ses colonies les matières premières, le Royaume-Uni est devenu au XIXe siècle l'« atelier du monde ». Héraut du libéralisme à travers un monde encore protectionniste, le Royaume-Uni a toutefois connu une parenthèse marquée par l'émergence d'un État-providence important à la suite de la Seconde Guerre mondiale, avant de redevenir à partir des années 1980 un des exemples du capitalisme libéral anglo-saxon.

##### Le capitalisme américain
Si capitalisme américain et capitalisme britannique sont parfois présentés sous l'étiquette « capitalisme anglo-saxon », leurs histoires respectives sont différentes. Le capitalisme américain a été jusqu'à la fin de la Seconde Guerre mondiale marqué par un protectionnisme important. À la fin du XIXe siècle, le capitalisme américain a connu une concentration importante dans la plupart des branches de l'économie, la constitution des trusts. Ainsi fusionnaient (ou s'alliaient) de leurs côtés les banques, de leurs côtés les compagnies pétrolières, et ainsi de suite. Bien qu'on considère le modèle américain contemporain comme proche de celui du Royaume-Uni, l'État joue un rôle important dans le soutien de ses entreprises comme le montrent les interventions protectionnistes récentes, les commandes importantes à certaines industries… ce qui pousse certains économistes à qualifier les États-Unis de pays mercantiliste.

##### Le capitalisme rhénan
Le modèle allemand est plus récent, du fait même de la constitution plus tardive de l'État allemand (1870). Il est depuis cette origine marqué par une forte prise en charge sociale (depuis Bismarck), une forte intervention de l'État dans les activités économiques, et une concentration importante des entreprises, qui deviennent ainsi des konzern. Cette concentration s'est faite dans une logique différente de celle de la concentration américaine. Elle a consisté dans le rapprochement de secteurs d'activité différents et complémentaires, comme une forte implication du secteur bancaire dans l'ensemble des grandes branches de l'économie. Depuis la fin de la Seconde Guerre mondiale, avec l'essor de la social-démocratie, l'Allemagne a aussi réussi à développer un système syndical où la collaboration entre patronat et représentants du personnel aboutit à un faible taux de grèves contrastant avec le taux de syndicalisation élevé.
Dans son ouvrage de 1991, Capitalisme contre capitalisme, Michel Albert a analysé les évolutions des deux grands modèles, le modèle « néo-américain » (ou anglo-saxon) et le modèle « rhénan » (Allemagne, mais aussi pays scandinaves, Autriche, Suisse, et partiellement le Japon).
Selon Michel Albert, les performances économiques américaines depuis l'arrivée au pouvoir de Ronald Reagan en 1981 sont à relativiser. La forte croissance du capitalisme américain est selon lui le fait d'acquis des années antérieures à la libéralisation de l'économie opérée par ce président. Cette croissance a aussi été marquée par une accentuation du dualisme social et des inégalités, tandis que l'économie connaît des déséquilibres dangereux (déficits budgétaires, extérieurs…) : « ils se jettent à corps perdu dans l'endettement pour la consommation, la jouissance immédiate ». Par ailleurs, selon lui, l'économie est menacée par la prépondérance des marchés financiers et de leurs exigences.
Au contraire le modèle rhénan accorde une part moins importante à l'économie de marché via l'intervention de divers organismes. Les salaires sont par exemple fixés par les conventions collectives, l'ancienneté… Les grandes entreprises ne sont pas considérées comme des biens marchands mais comme une communauté « industrialio-financière » où les banques prennent une responsabilité de long terme. L'économie sociale de marché allemande incarne par ailleurs une synthèse entre le capitalisme et le socialisme. Ce système est moins générateur d'inégalités sociales et fondé sur des équilibres économiques solides (on pense à la rigueur monétaire allemande).

##### Le capitalisme japonais
Au Japon, les origines du capitalisme se trouvent dans l'intervention vigoureuse de l'État. C'est, en effet, l'État qui, centralisant les anciens revenus des grandes familles féodales, va développer l'industrie sous l'ère Meiji (à partir de 1868) avant de la confier à ces dernières. Les principes du capitalisme nippon sont semblables à ceux du capitalisme allemand dans la façon dont sont concentrées les entreprises. L'État joue toujours un rôle important dans l'économie, notamment via l'intervention du ministère de l'Économie, du Commerce et de l'Industrie. Sur le plan social, les grandes firmes entretiennent avec leurs salariés des rapports fondés sur la sécurité de l'emploi et en retour le dévouement à l'entreprise de la part du salarié.

##### Le capitalisme français
Le capitalisme français s'est développé entre de grands événements collectifs : la Révolution ainsi que les guerres napoléoniennes (Napoléon Ier et Napoléon III) et les deux guerres mondiales, ce dont elle a sans doute plus souffert que d'autres grands pays industriels comme les États-Unis et l'Angleterre du fait que ses territoires du Nord et de l'Est, très importants sur le plan des mines et de l'industrie ont été le théâtre des combats. La France a ainsi été occupée entre 1815 et 1818 puis en 1871 avec en outre le paiement d'une énorme indemnité de guerre d'environ 5 milliards de francs-or et l'annexion de l'Alsace et de la Moselle par l'Allemagne entre 1871 et 1919 soit pendant près de 50 ans. La France industrielle et agricole a été une nouvelle fois occupée entre 1940 et 1945 avec un transfert massif de ses moyens de productions et de sa production industrielle (Peugeot par exemple) et agricole en Allemagne, ce qui lui a fait prendre un retard industriel correspondant.
Par ailleurs, la France a connu deux premières vagues de nationalisations : en 1936 avec le Front populaire (chemin de fer notamment) et après la seconde guerre mondiale (le métro parisien en 1948, l'électricité, Renault, des banques, etc.) qui ont autorisé des auteurs à décrire une « économie mixte » qui comprend également des sociétés semi-publiques comme les SEM (logement ou chauffage urbain, par exemple), les concessions de service public et les délégations de service public, formes emblématiques de l'action publique française.
Ces contrats publics datent de l'Ancien Régime et ont accompagné l'économie française jusqu'au XXIe siècle comme les concessions d'autoroutes ou ferroviaires. Un nouveau type de contrat à long terme est apparu en 2004 : le contrat de partenariat modifié en 2015 en « marché de partenariat ». Toutes ces formes de contrats publics sont aujourd'hui regroupées sous le vocable de partenariats publics privés (« PFI » ou « PPP » en anglais).
En 1982, la France a connu une troisième vague de nationalisations d'un grand nombre d'entreprises industrielles ou financières, mais pas de grandes enseignes commerciales. Cependant, dès 1986, de nombreuses privatisations ont lieu qui se poursuivent encore en 2017 par des ventes d'actions ou la libéralisation européenne en cours de certains secteurs (énergie, transport, par exemple).
En outre, en 2014, près d'un tiers des personnes occupent un emploi dans le secteur de l'administration publique, de l'enseignement, de la santé et de l'action sociale, financés par les impôts et les taxes, dont l'importance et la structure, en ce qu'elle repose davantage sur les salaires, singularisent la France.
Le capitalisme français s'est donc traduit par des mouvements d'industrialisation chaotiques et depuis les années 1980, une désindustrialisation, notamment en comparaison de l'Allemagne : Sur la période 1995-2012, l’emploi manufacturier est passé en Allemagne de 24 % à 19 % contre 17 % à 12 % en France (sur la population active soit 13,9 % en 2014 sur les emplois effectifs); en 37 ans (1980-2007), la France a perdu 36 % de ses effectifs manufacturiers, soit de 5,3 millions à 3,4 millions en 2007 ou encore une destruction nette de 1.9 million de salariés ; alors que la valeur ajoutée de l’industrie par rapport au PIB est resté stable sur la période outre-Rhin (21 %), cette part s’inscrit sur une tendance baissière en France (de 15 % à 12 %), après avoir culminé en 1980 à 24 % du PIB.

#### Le capitalisme sur le plan mondial

##### La multinationalisation des entreprises
Les premières multinationales modernes datent du milieu du XIXe siècle. À titre d'exemple, Samuel Colt réalise le premier investissement américain au Royaume-Uni en 1852 afin d'y faire produire son revolver. Singer, fabricant américain de machines à coudre s'installe en Europe à partir de 1867. Ces entreprises, le plus souvent anglo-saxonnes, ouvrent la voix de l'internationalisation de la production. Elles sont suivies dans les années de la Grande dépression (1873-1896) par un premier groupe de grandes firmes nationales : General Electric, AEG, Nestlé, Kodak, United Fruits… En 1908, Henry Ford ouvre sa première usine en Europe, à Manchester (afin d'y produire les voitures de sa marque). La stratégie d'installation sur les marchés étrangers a été par la suite modifiée par la déréglementation et la modernisation des marchés financiers qui ont permis l'échange d'actifs financiers à l'échelle de la planète. Les grands groupes fusionnent avec des firmes étrangères (un des plus vieux exemples étant Royal Dutch Shell, compagnie britannico-néerlandaise fondée en 1908). On peut par exemple noter que les entreprises « françaises » cotées au CAC 40 sont en moyenne détenues à plus de 40 % par des investisseurs étrangers.

En 1916, Lénine explique dans l'Impérialisme, stade suprême du capitalisme, que la concentration du capital mène à un stade de l'histoire du capitalisme marqué par les positions de monopoles des grandes firmes industrielles et financières. Supposées confrontées à la baisse tendancielle du taux de profit (théorie marxiste qui estime que les taux de profits du capitalisme tendent à baisser naturellement sur le long terme), les grandes firmes tenteraient d'investir sur les marchés étrangers afin de retrouver de forts niveaux de profit. Les grandes firmes nationales s'entendent alors pour se partager le monde. Lénine prend par exemple le cas d'AEG (Allemagne) et de General Electric (États-Unis) dans le domaine de l'électricité. 

« Ce qui caractérisait l'ancien capitalisme où régnait la libre concurrence, c'était l'exportation des marchandises. Ce qui caractérise le capitalisme où règnent les monopoles, c'est l'exportation des capitaux. »

— (ibid.)
Pour Robert Reich (l'Économie mondialisée, 1991), l'économie nation tend à disparaître au profit d'un réseau mondial dans lequel les entreprises abandonnent la production standardisée aux pays en développement, ce qui ne reflète pas une perte de compétitivité des pays riches (on peut noter par exemple que seul 10 % du prix d'un ordinateur est lié à sa production proprement dite), mais conservent le plus souvent les activités de conception. Enfin la production est dispersée sur la planète afin de profiter des avantages de chaque région.

##### Le concept d'«économie-monde» de Braudel
Au sens de Braudel, il faut entendre « monde » comme un ensemble économique cohérent. Dès lors, il peut coexister plusieurs « économies-monde », qui forment différents ensembles économiques. Ainsi les grandes cités marchandes sont-elles les centres d'ensembles économiques cohérents à l'échelle d'un continent, ou d'une mer (la Méditerranée au XVIe siècle pour les cités italiennes par exemple) :

« un morceau de la planète économiquement autonome, capable pour l'essentiel de se suffire à lui-même et auquel ses liaisons et ses échanges intérieurs confèrent une certaine unité organique. »

Ce n'est qu'avec la révolution industrielle à la fin du XVIIIe siècle que s'entame un processus qui fera de Londres le centre d'une « économie-monde » à l'échelle mondiale. Elle sera plus tard dépassée par New York, vers 1929.
L'étude parallèle des deux termes n'est pas gratuite, car on tend à retrouver les caractéristiques des « économies-monde » de la Renaissance dans l'économie mondiale au moment de la « chute du communisme » vers la fin du XXe siècle :
- L'« économie-monde » est toujours dominée par un pôle urbain, une ville capitaliste assurant le rôle de centre décisionnel et logistique. Cette analyse peut être rapportée à la prépondérance de la Triade (Europe, Japon, Amérique du Nord) qui concentre 75 % du commerce mondial et de ses grandes mégalopoles (Londres, New York, Tokyo), qui concentrent une part similaire des opérations financières de la planète. 94 % des sièges sociaux de firmes multinationales se localisent dans la Triade.
- Une division en zones successives fortement hiérarchisées faisant l'objet d'une division internationale du travail. On retrouve près des cités dominantes les activités décisionnelles et à forte valeur ajoutée (la Triade), puis s'éloignant des pôles on trouve des économies de moins en moins avancées et subordonnées aux économies dominantes (les pays en voie de développement qui se consacrent aux activités de main-d'œuvre), puis à la périphérie, des pays oubliés et isolés, hors de l'activité économique mondiale (les pays les moins avancées).

On peut donc considérer que c'est une longue évolution de schémas existant depuis la Renaissance qui a progressivement mené le capitalisme à constituer une économie mondialisée. Phénomène accéléré après la chute du « bloc communiste » à la fin du XXe siècle.

## La mondialisation auXXIesiècle

### Une économie de marché mondialisée

#### L'économie de marché sans alternative?
En 1917, la Révolution russe avait surpris le monde au point que Lénine avait dû inventer la théorie du « maillon le plus faible », pour expliquer que la révolution prolétarienne avait eu lieu si tôt et dans le pays le moins industrialisé. En 1989, la chute du mur de Berlin a tout autant surpris le monde, au point que Francis Fukuyama a renouvelé le concept de « Fin de l'Histoire » pour supposer que l'économie de marché et le modèle des démocraties occidentales n'avaient plus de concurrence.

#### Les accords internationaux
Concrètement, l’évolution des échanges internationaux s'est inscrite dans une succession d'accords divers notamment à la suite du célèbre Traité de commerce franco-britannique de 1860 qui a aboli les taxes douanières sur les matières premières et la majorité des produits alimentaires entre les deux pays.
Les principales unions douanières sont :
- Union douanière de l'Union européenne ;
- Union économique eurasiatique ;
- Mercosur ;
- Communauté d'Afrique de l'Est ;
- Communauté économique et monétaire de l'Afrique centrale ;
- Conseil de coopération du Golfe ;
- Union douanière d'Afrique australe ;
- Union économique et monétaire ouest-africaine ;
- Israël - Territoires palestiniens (depuis 1994) ;
- Suisse - Liechtenstein (depuis 1924) ;
- EU - Turquie ;
- EU - Saint Marin ;
- EU - Andorre.

Les principales zones de libre-échange sont :
- l’Accord de libre-échange nord-américain (ALÉNA) ratifié entre les États-Unis, le Canada et le Mexique, et remplacé en 2020 par l'Accord Canada-États-Unis-Mexique (ACEUM) ;
- L'accord économique et commercial global (AECG)1, 2, ou Comprehensive Economic and Trade Agreement(CETA), est le traité établi entre le Canada et l'Union européenne
- l'Association des nations de l'Asie du Sud-Est (ASEAN) entre l'Indonésie, la Malaisie, les Philippines, Singapour, la Thaïlande, Brunei, le Viêt Nam, le Laos, le Myanmar et le Cambodge ;
- l'Association européenne de libre-échange (AELE) entre l'Islande, la Norvège, le Liechtenstein et la Suisse ;
- l'Accord de libre-échange au sein de la Communauté des États indépendants : ratifié entre la Russie, le Kazakhstan, la Biélorussie, l'Ukraine, la Moldavie, le Kirghizistan, le Tadjikistan et l'Arménie ;
- l'Accord de libre-échange centre-européen (ALECE) ratifié entre la Macédoine, la Bosnie-Herzégovine, la Moldavie, la Serbie, le Monténégro, l'Albanie et le Kosovo.

Les principales unions économique et monétaires sont :
- L'Union européenne ;
- Zone Franc CFP ;
- Zone Franc CFA. (deux unions) ;
- Union économique belgo-luxembourgeoise ;
- Dollar des Caraïbes orientales et Organisation des États de la Caraïbe orientale.

### Les enjeux de la nouvelle croissance mondiale
La croissance de l’économie mondiale s'analyse au début du XXIe siècle, non seulement en terme quantitatif mais également au regard des Objectifs de développement durable (ODD), définis le 2 août 2015 par 193 pays. Ces objectifs font suite à la Conférence des Nations unies sur l’Environnement et le Développement (aussi appelé Sommet de la Terre / CNUED) qui se déroula en juin 1992 à Rio de Janeiro.
Un rapport de l'ONU de 2017 souligne ainsi la « nécessité de dynamiser les engagements mondiaux en matière de coordination politique internationale pour réaliser un renouveau équilibré et durable de la croissance économique, en veillant à ce qu’aucune région ne soit laissée pour compte ».

## Sources
- Thomas More, Utopia, 1516
- Voltaire, Lettres philosophiques, 1734
- Jean-Jacques Rousseau, Discours sur l'origine et les fondements de l'inégalité parmi les hommes, 1755
- Adam Smith, Recherches sur la nature et les causes de la richesse des nations, 1776
- Thomas Robert Malthus, Essai sur le principe des populations, 1798
- Jean-Baptiste Say, Traité d'économie politique, 1803
- Jean-Baptiste Say, Cours complet d'économie politique pratique, t. 1, Otto Zeller, 1966 (lire en ligne)
- David Ricardo, Des principes de l'économie politique et de l'impôt, 1817
- Karl Marx, Manifeste du parti communiste, 1848
- Karl Marx, Le Capital, 1867
- Werner Sombart, Le Capitalisme moderne, 1902
- Max Weber, L'éthique protestante et l'esprit du capitalisme, 1904-1905, 1920
- Rosa Luxemburg, L'Accumulation du capital, 1913
- Lénine, L'Impérialisme, stade suprême du capitalisme , 1916
- John Maynard Keynes, Théorie générale de l'emploi, de l'intérêt et de la monnaie, 1936
- Joseph Aloïs Schumpeter, Capitalisme, socialisme, et démocratie, 1942
- Lewis Mumford, Technique et Civilisation, 1950
- Walt Whitman Rostow, Les Étapes de la croissance économique, Manifeste non communiste, 1960
- Raymond Aron, Dix-huit leçons sur la société industrielle, 1962
- Gary Becker, Human Capital, 1964
- John Kenneth Galbraith, Le Nouvel État industriel, 1967
- Michel Aglietta, Régulation et crises du capitalisme, 1976
- Alfred Chandler, La Main visible des managers, 1977
- Louis Bergeron, Les Capitalistes en France (1780-1914), Paris, Gallimard, coll. « Archive Poche », 1978
- Jacques Marseille, Empire colonial et capitalisme français, histoire d'un divorce, 1984
- Fernand Braudel, La Dynamique du capitalisme, 1985
- Michel Albert, Capitalisme contre Capitalisme, 1991
- Robert Reich, L'Économie mondialisée, 1991.
- Maurice Niveau et Yves Crozet, Histoire des faits économiques contemporains, Puf, coll. « Quadrige », 2000 (1re éd. 1966)
- Joseph Stiglitz, Quand le capitalisme perd la tête, 2004
- Alain Bihr, La Préhistoire du capital : le devenir-monde du capitalisme, 2006
- Joyce Appleby, Capitalisme, histoire d'une révolution permanente, Piranha, 2016, 518 pages (ISBN 978-2-37119-135-8, lire en ligne)
- Ellen Meiksins Wood, L'origine du capitalisme. Une étude approfondie, Lux Éditeur, 256 p, 2009.
- François Gipouloux, Commerce, Argent et Pouvoir - L'impossible émergence d'un capitalisme en Chine XVI-XIXième siècle, 368 pages, CNRS éditions, 2022.
- Maxime Izoulet, Comptables, banquiers et marchands une autre histoire du capitalisme, Perspectives Libres, 2016, 518 pages (ISBN 9782487376038)

### Filmographie
- Capitalisme d'Ilan Ziv, série documentaire en six épisodes diffusée sur Arte en octobre 2014